# Atrio

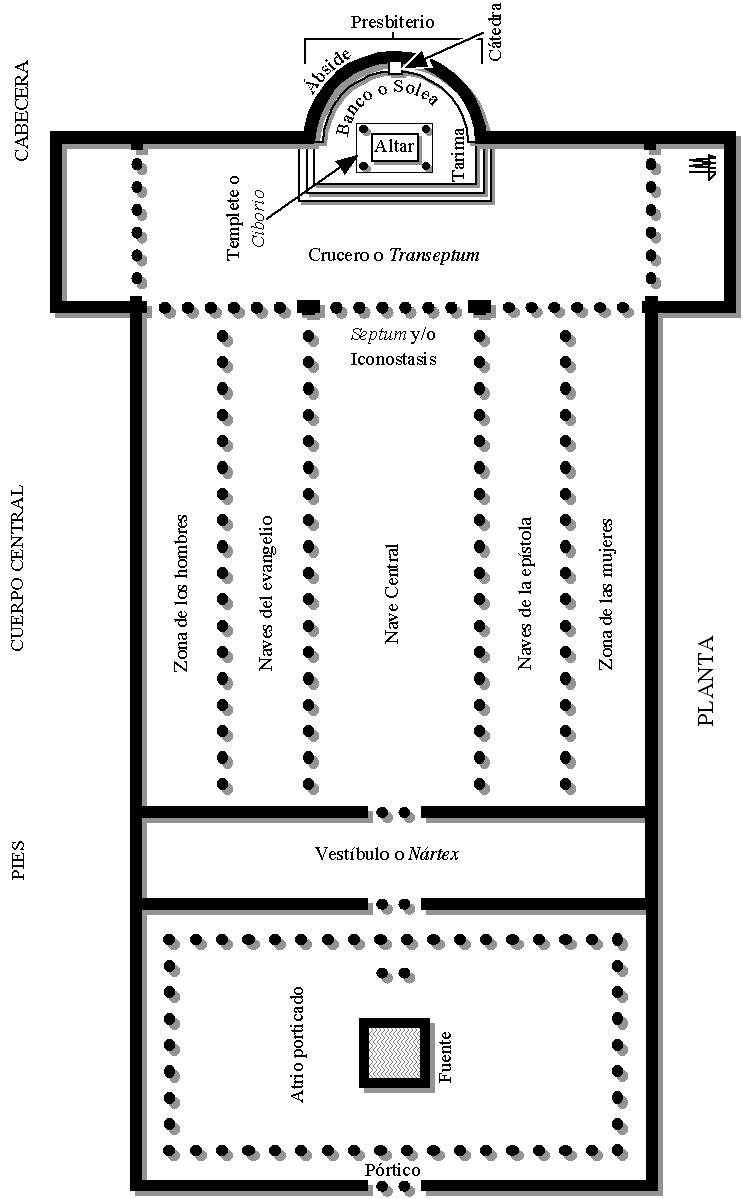
Planta de la primitiva Basílica de San Pedro del Vaticano, tal como se diseñó en tiempos de Constantino,. Obsérvese el atrio a los pies de la iglesia, en la entrada oeste.

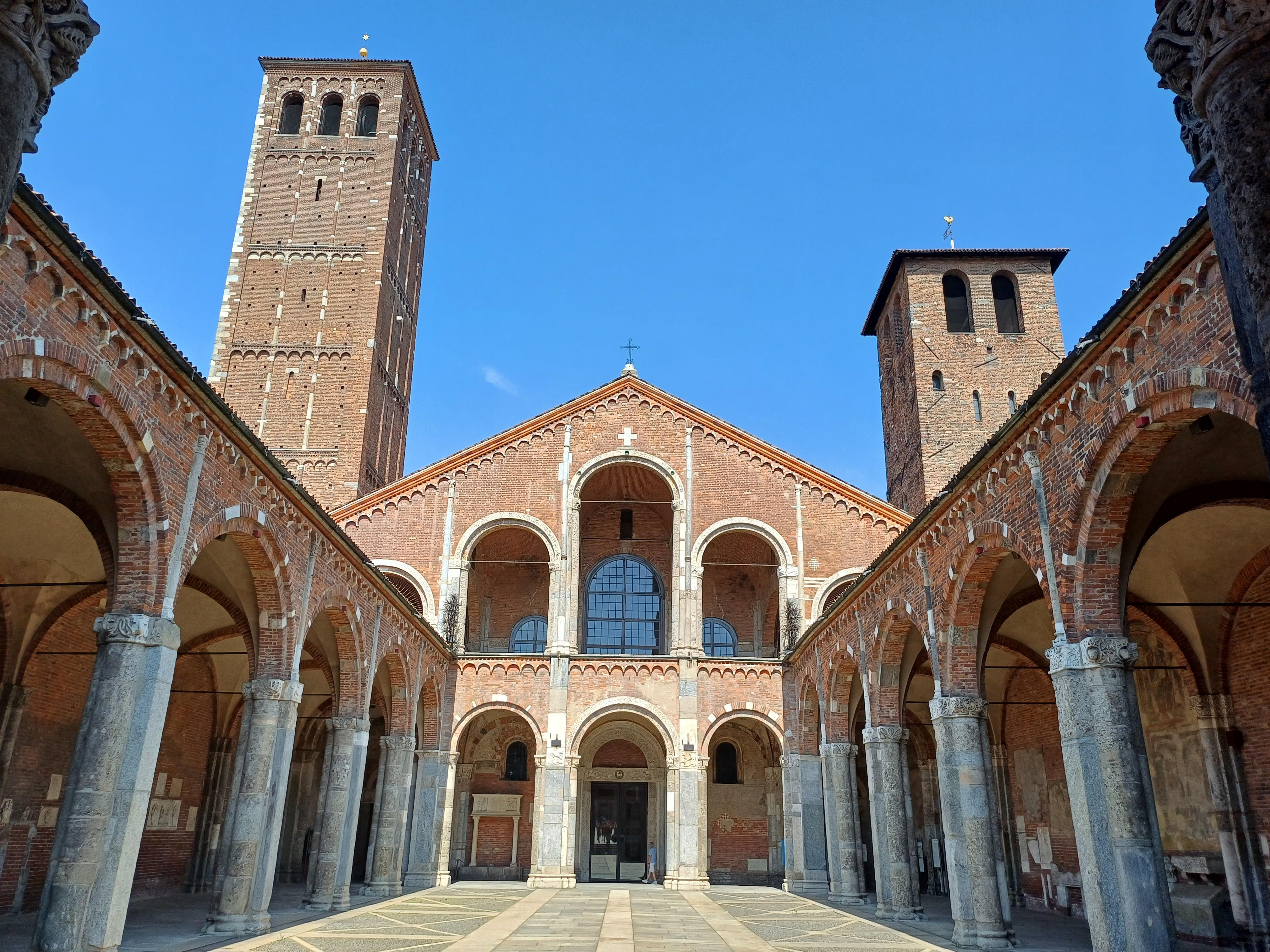
Atrio o quadriportico de la Basílica de san Ambrosio (Milán).

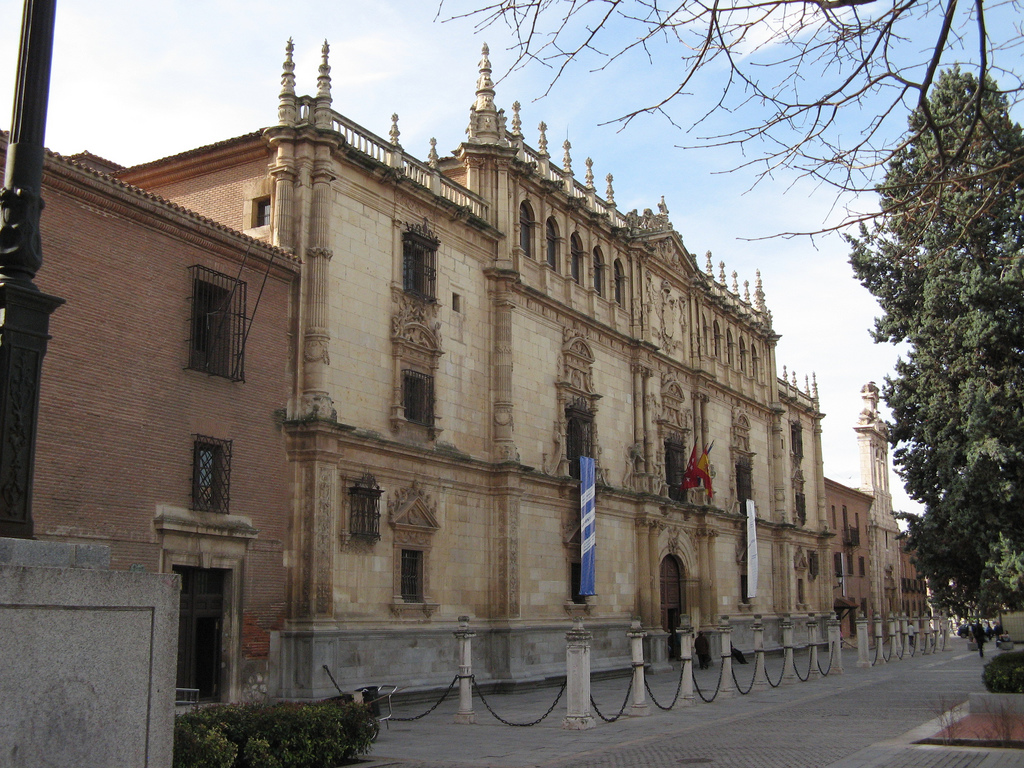
Fachada del Colegio Mayor de San Ildefonso de la Universidad de Alcalá. Con las cadenas se marcaba el límite espacial de la jurisdicción universitaria.

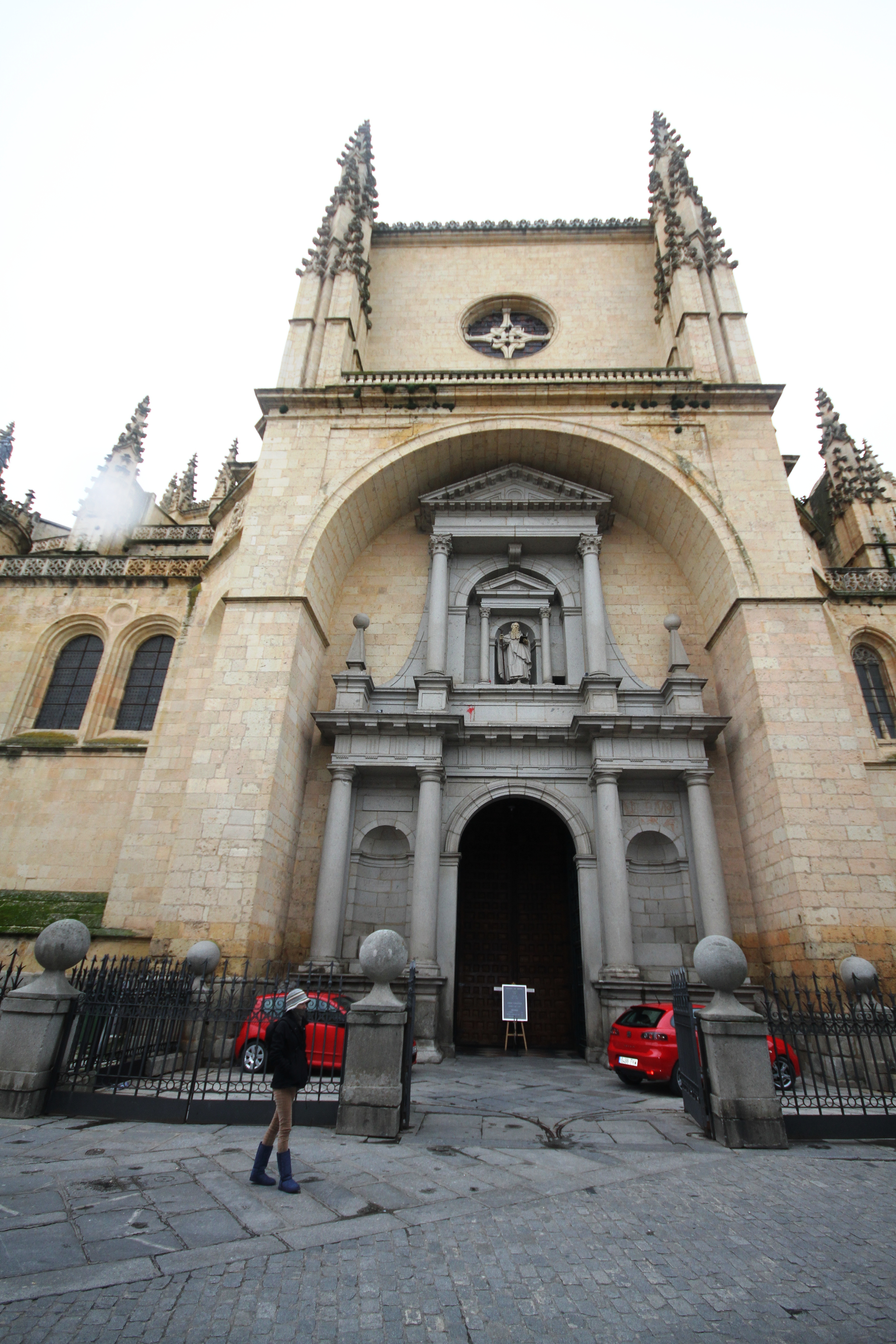
Entrada secundaria de la Catedral de Segovia. Con la reja se marcaba el límite espacial de la jurisdicción eclesiástica (el "sagrado").

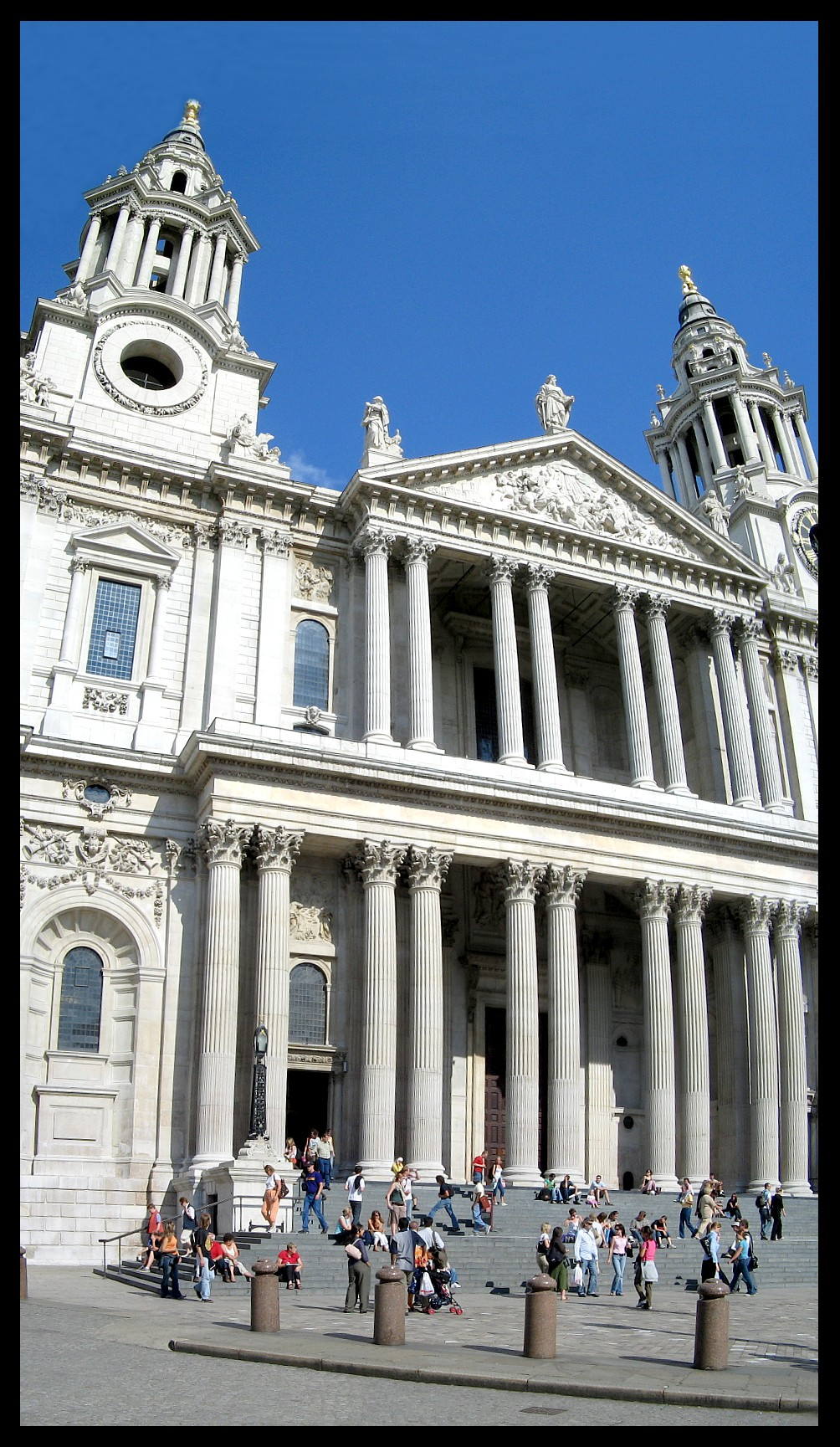
Ante la fachada oeste de la Catedral de San Pablo (Londres) se extiende un espacio semicircular delimitado con bolardos.

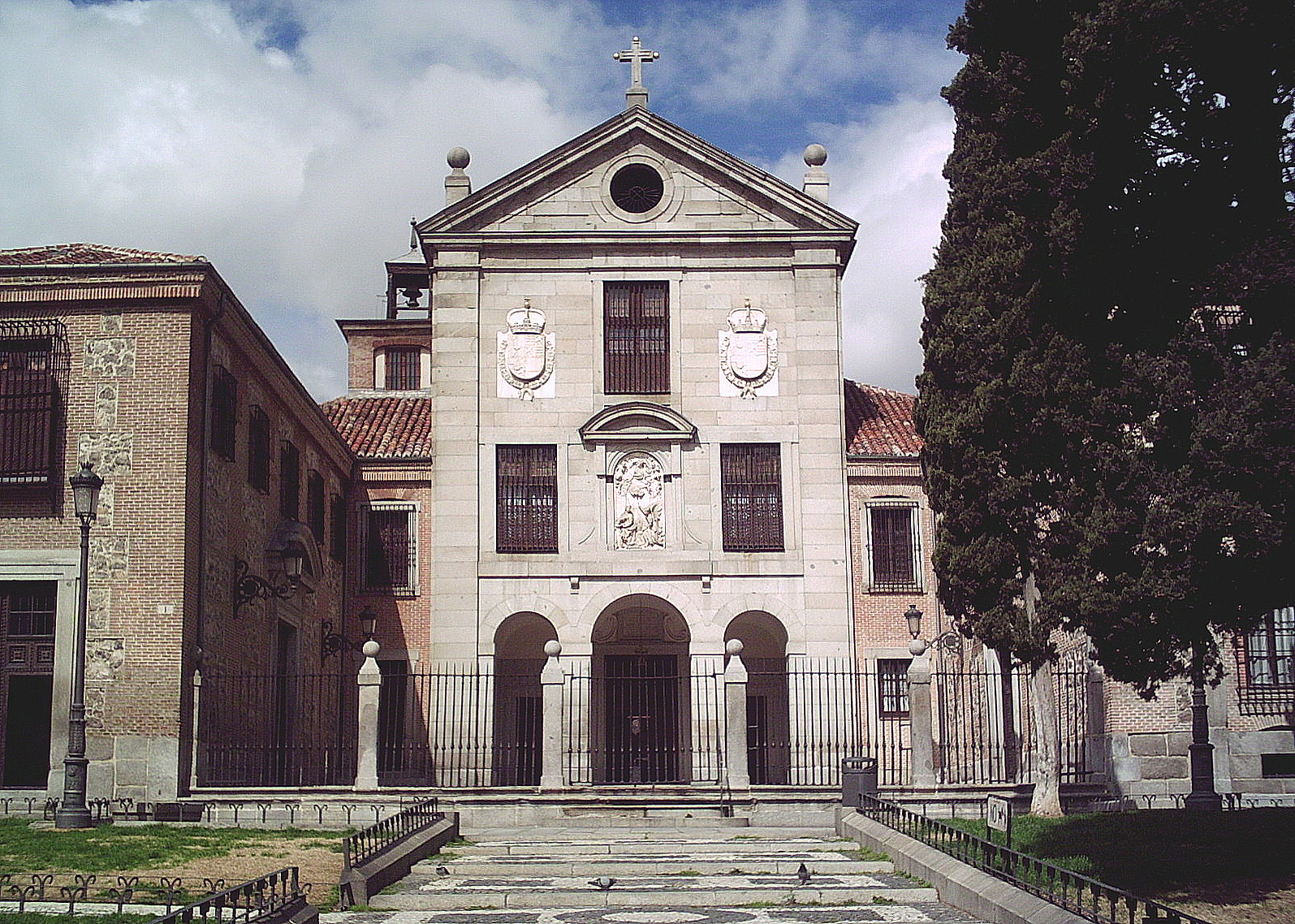
Real Monasterio de la Encarnación (Madrid).

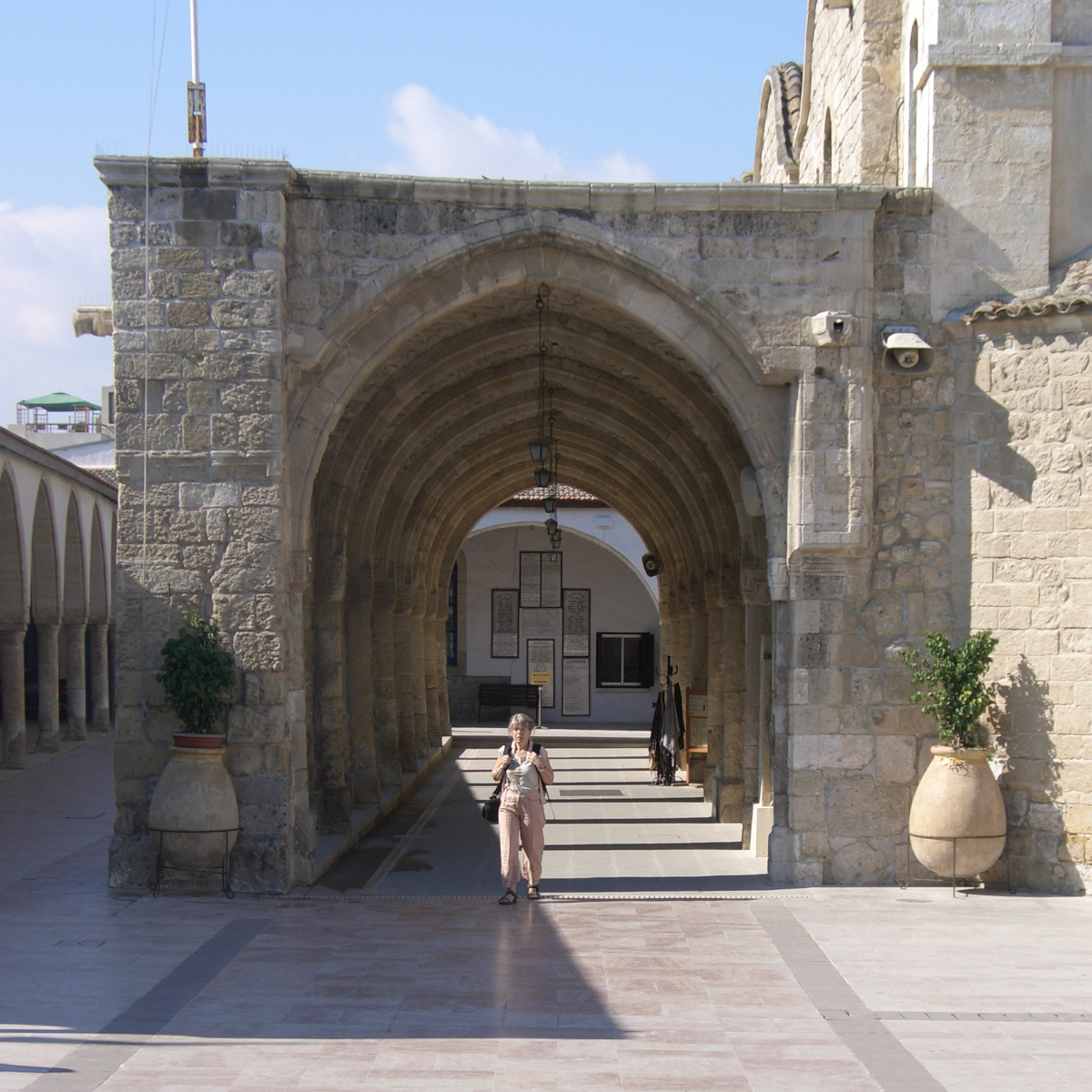
La iglesia de San Lázaro (Lárnaca), en Chipre, presenta un atrio o pórtico similar al de algunas iglesias españolas.

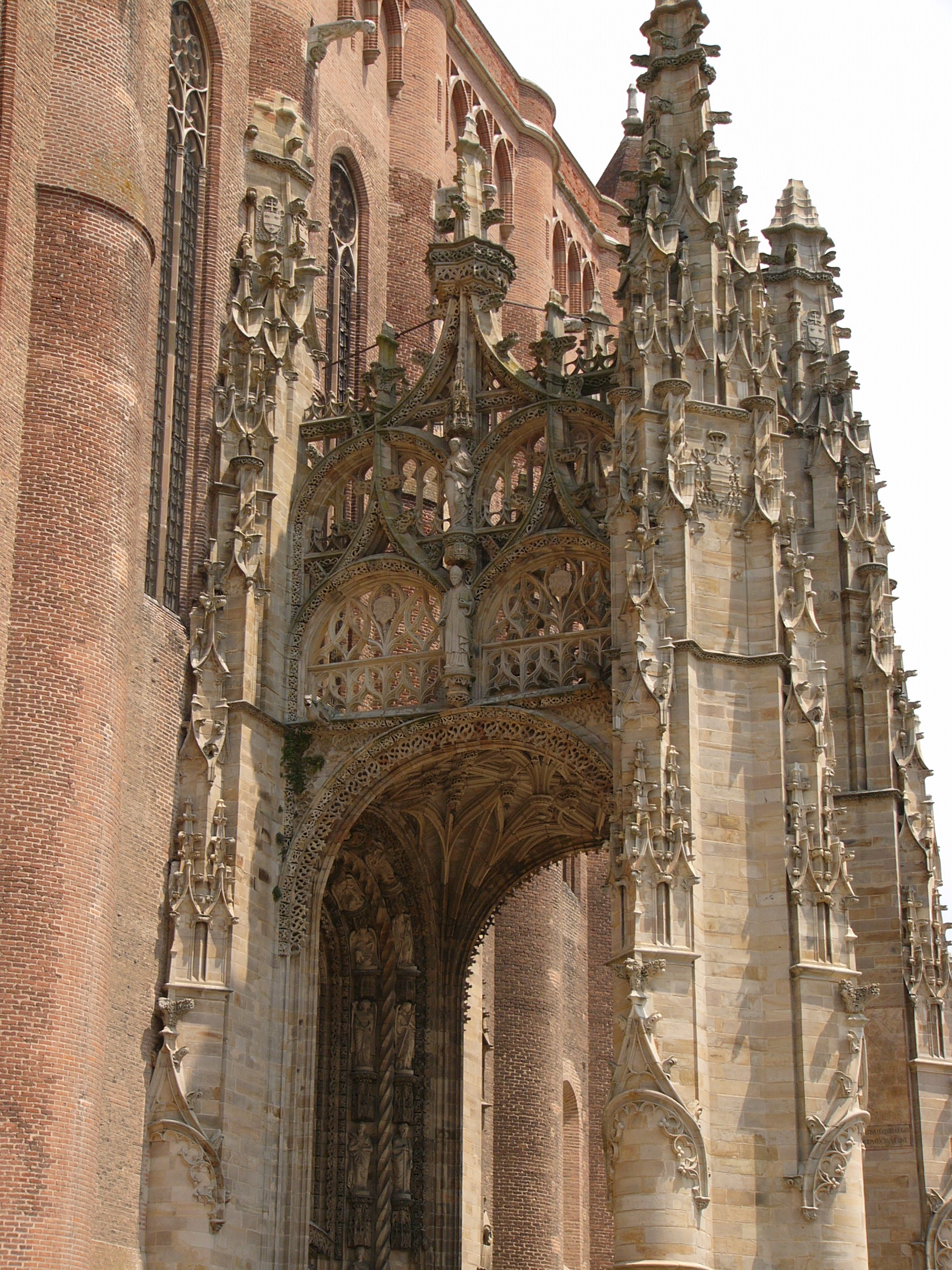
Catedral de Santa Cecilia de Albi.

Atrio (del latín atrium) fue el patio de la domus (casa rica romana) y de algunos templos romanos. De la arquitectura romana pasó a la paleocristiana y de esta a la medieval. Es el recinto cerrado y normalmente porticado que precede a la entrada de un edificio.
En las iglesias es un patio porticado situado a sus pies y que sirve de acceso. Solía tener una fuente y soportales. El acceso era libre a cualquiera hasta el atrio, quedando el interior del templo reservado para los fieles. 
En los templos antiguos existían varios tipos de delimitación de los recintos sagrados externos a la propia edificación del templo, pero en torno a él (peribolos, temenos, templum, sacellum). De hecho, en casos extremos, el templo podía reducirse a un mero altar sin ninguna cubierta, pero siempre existía un recinto delimitado con la consideración de sagrado y que no debía profanarse (dedicarse a otros usos).
Muchas iglesias presentan un atrio a su entrada, aunque su forma y funciones son muy diferentes a los de la época romana. Muy frecuentemente se usaba como cementerio. En general, suele estar señalizado con columnas y a veces con cadenas, marcando los límites del recinto sagrado (sagrera en Cataluña). En el Antiguo Régimen tenía una función de demarcación jurisdiccional del fuero eclesiástico, e incluso se permitía "acogerse a sagrado" a los perseguidos por la justicia ordinaria (asilo en sagrado). Las universidades, nacidas como instituciones eclesiásticas, también tenían tales recintos.

## Atrio, pórtico, galería porticada, portal, soportal y otros términos relacionados
El DRAE diferencia "pórtico" y "atrio", identificando este con el espacio limitado por una pluralidad de aquello: Atrio: espacio descubierto, y por lo común cercado de pórticos, que hay en algunos edificios. El mismo diccionario indica que lo habitual es que los atrios estén enlosados y a un nivel superior al de la calle, y considera sinónimo el término vestíbulo. También lo identifica con "vestíbulo": Atrio o portal que está a la entrada de un edificio. En los grandes hoteles, sala de amplias dimensiones próxima a la entrada del edificio. Espacio cubierto dentro de la casa, que comunica la entrada con los aposentos o con un patio. Recibimiento, pieza que da entrada a cada uno de los cuartos habitados por una familia.
En realidad, la distinción entre "atrio" y "pórtico" (el estar cubierto o descubierto) no se sigue en el uso habitual, incluso en la bibliografía sobre arquitectura, y el propio DRAE hace dos definiciones definición de "pórtico" que corresponden con el uso habitual de "atrio": Pórtico: Sitio cubierto y con columnas que se construye delante de los templos u otros edificios suntuosos. Galería con arcadas o columnas a lo largo de un muro de fachada o de patio. A su vez, las dos primeras acepciones de "galería" son: Pieza larga y espaciosa, con muchas ventanas, o sostenida por columnas o pilares, que sirve para pasear o para colocar en ella cuadros, adornos y otros objetos. Corredor descubierto o con vidrieras, que da luz a las piezas interiores de las casas. Más confusión se produce con la identificación, que el mismo DRAE hace, entre "portal", "soportal" y "pórtico".

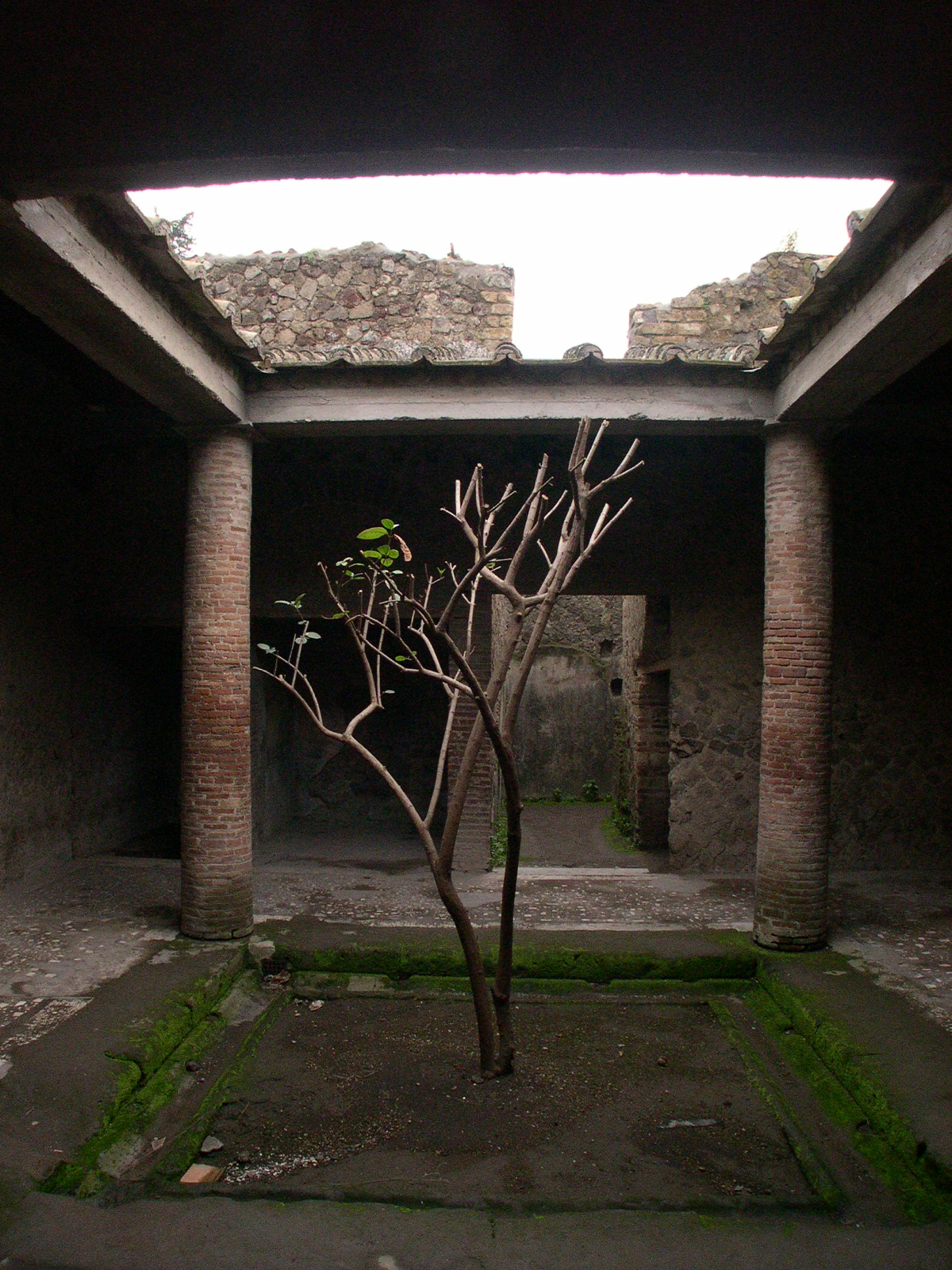
Villa de los Misterios, afueras de Pompeya.
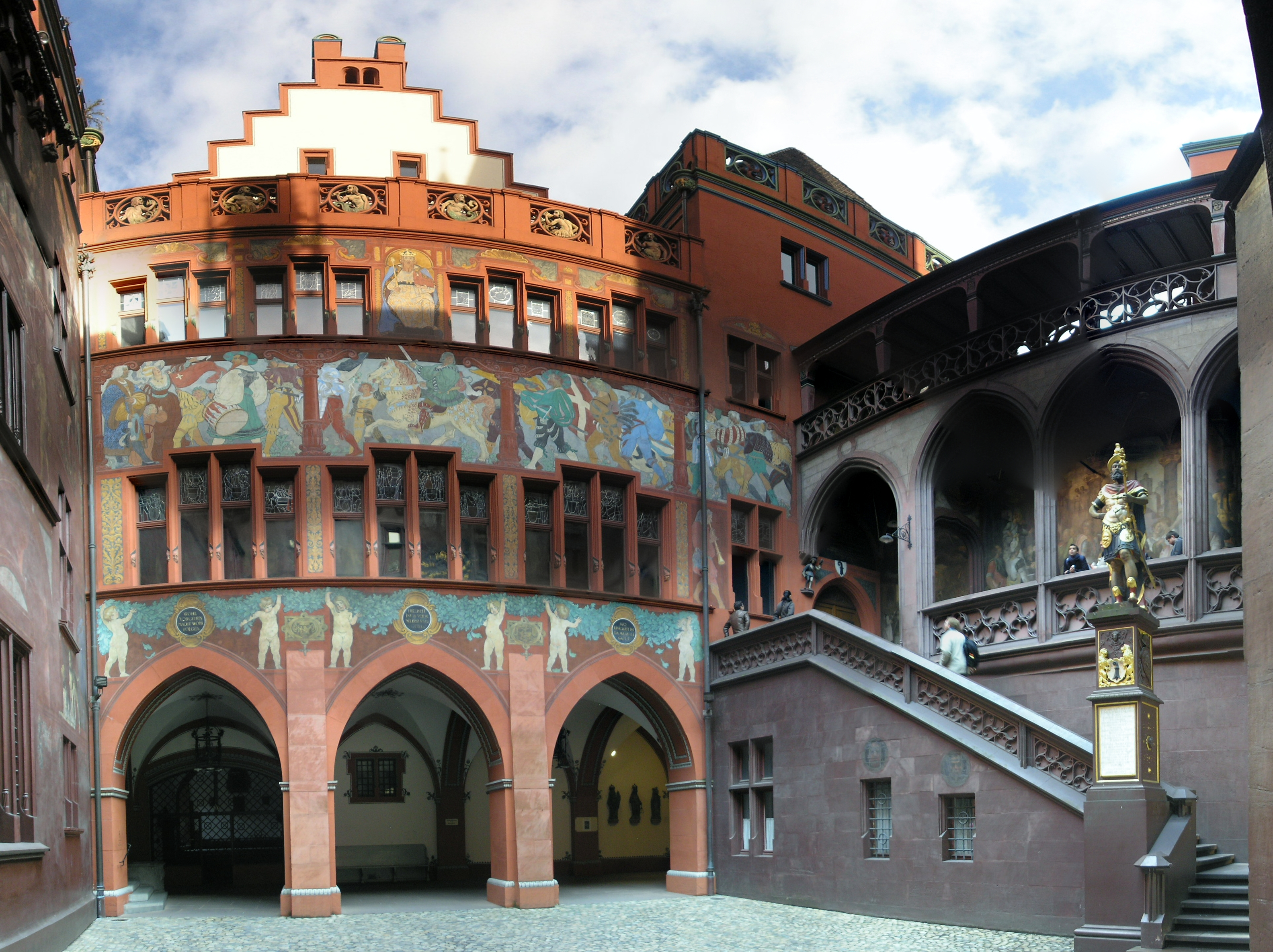
Rathaus Basel (Ayuntamiento de Basilea).
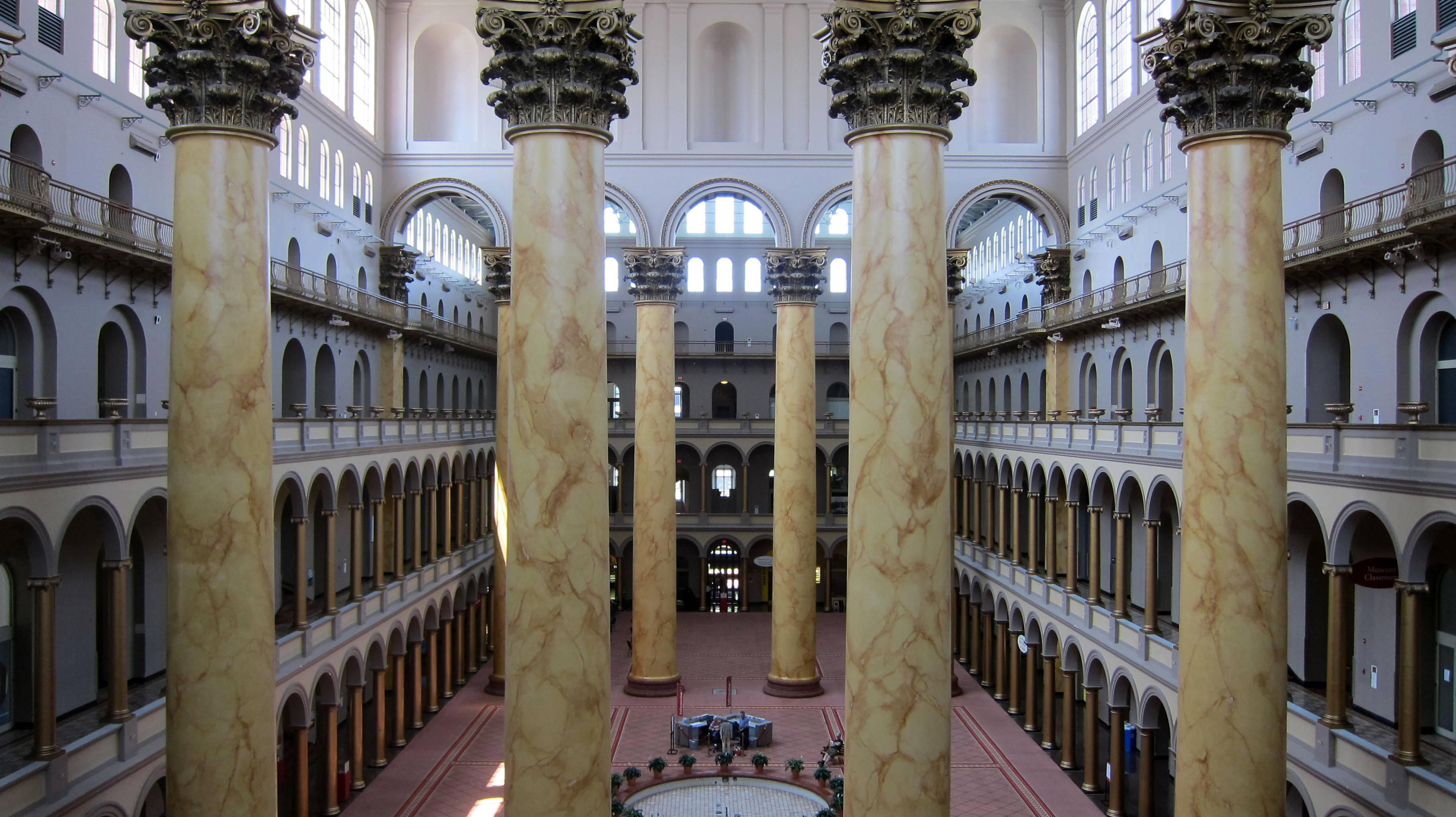
National Building Museum de Nueva York.
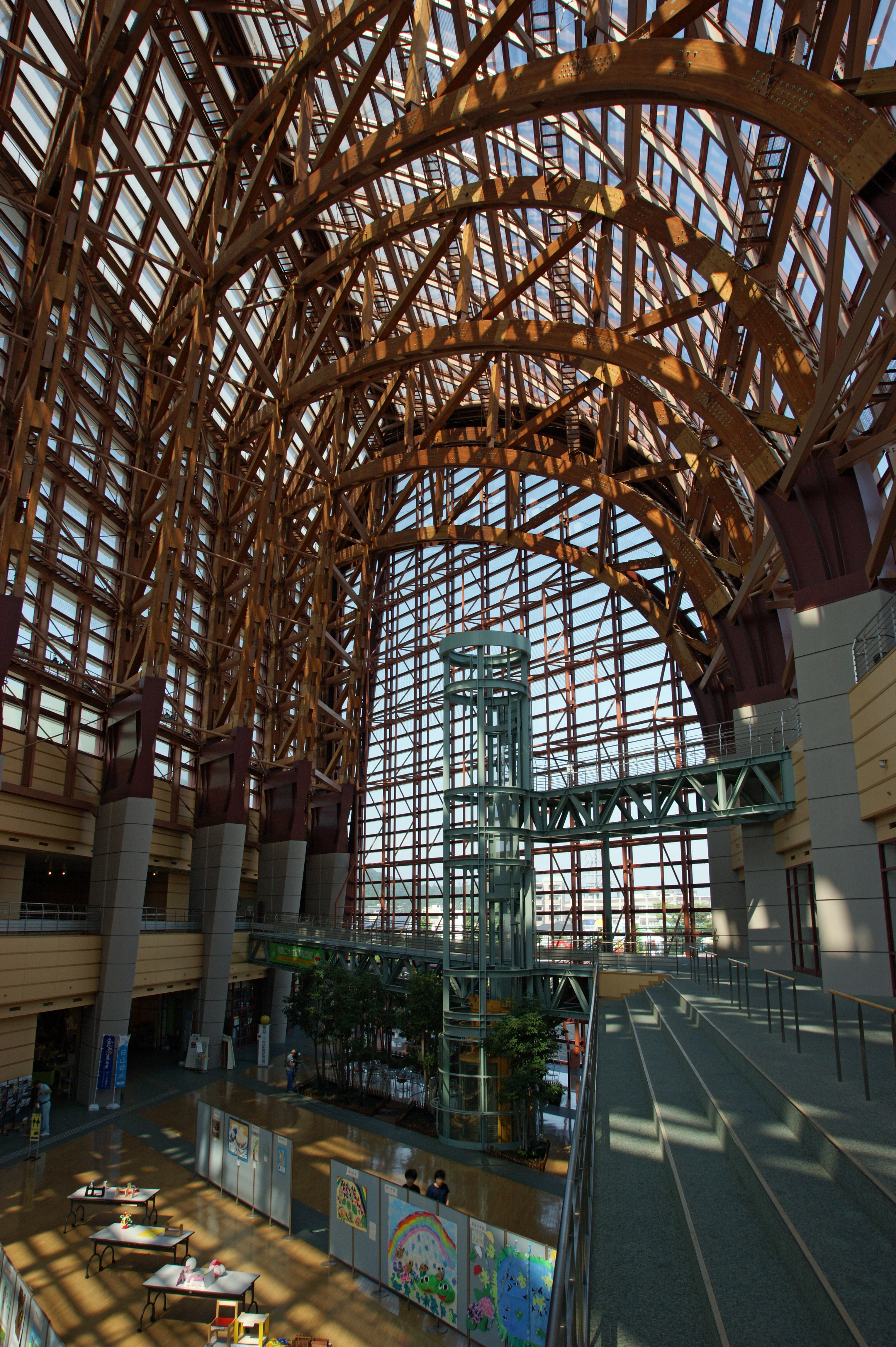
Parque Kurayoshi (Japón).
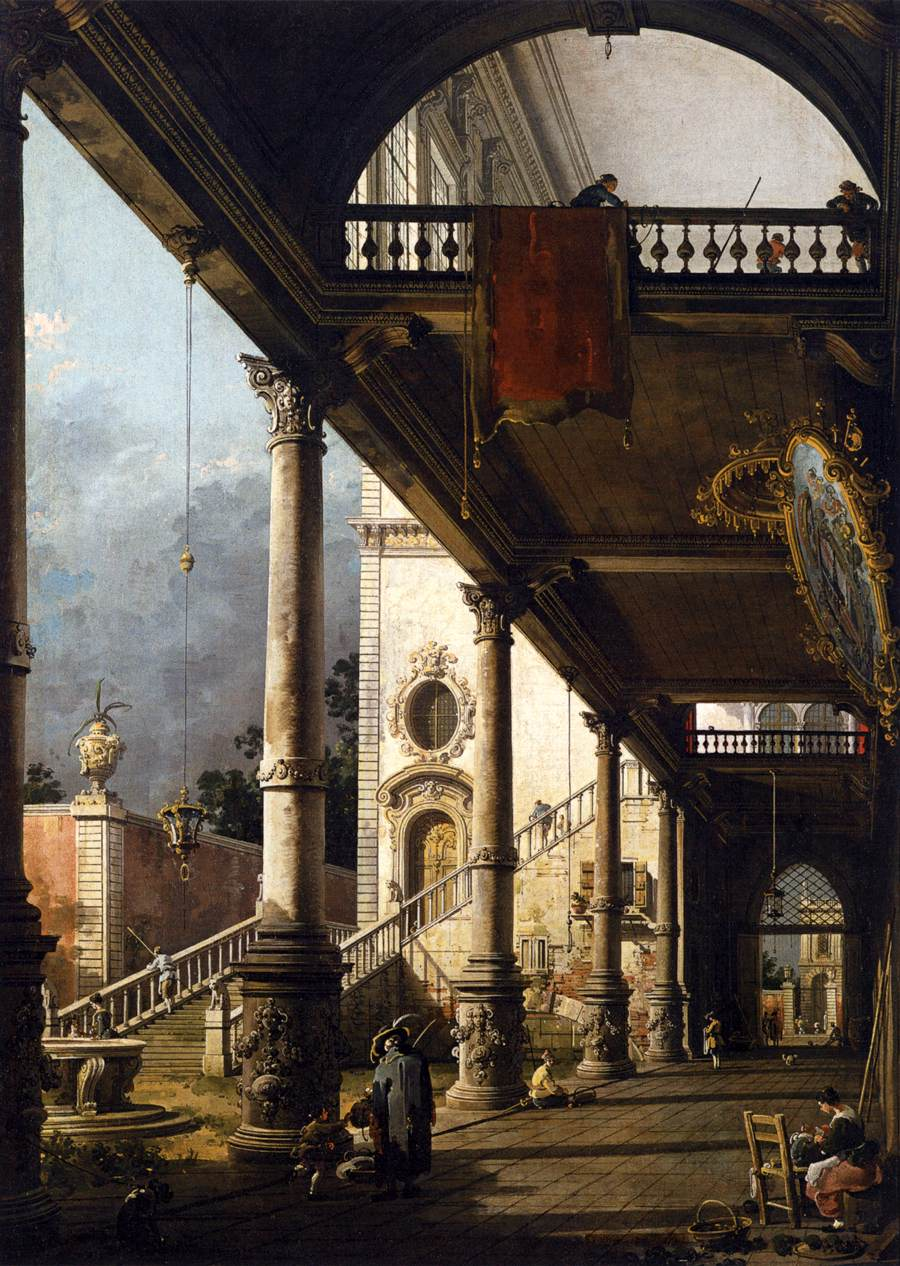
Perspectiva con pórtico, de Canaletto, 1765.

## El atrio o pórtico en las iglesias españolas
Desde el Concilio de Braga (canon 17) se indica la necesidad de separar físicamente el interior de la iglesia (donde solamente deben entrar los que se acepta a la comunión) de una zona exterior (donde deben esperar los demás). Estos atrios o pórticos se aprecian en construcciones de la arquitectura mozárabe en la forma de un espacio asoportalado adosado al muro sur, como en San Miguel de Escalada; y son características de las iglesias románicas castellanas, especialmente en Segovia, donde tienen un importante uso civil en la vida social local. La tradición de reunir los concejos abiertos en las "anteiglesias" identificaba la forma y la función, de modo que cuando comenzaron a edificarse casas consistoriales como edificios independientes, se acostumbró a repetir la forma del atrio o pórtico de las iglesias en estructuras similares, que reciben muy distintas denominaciones (porche, soportales, lonja, etc.)

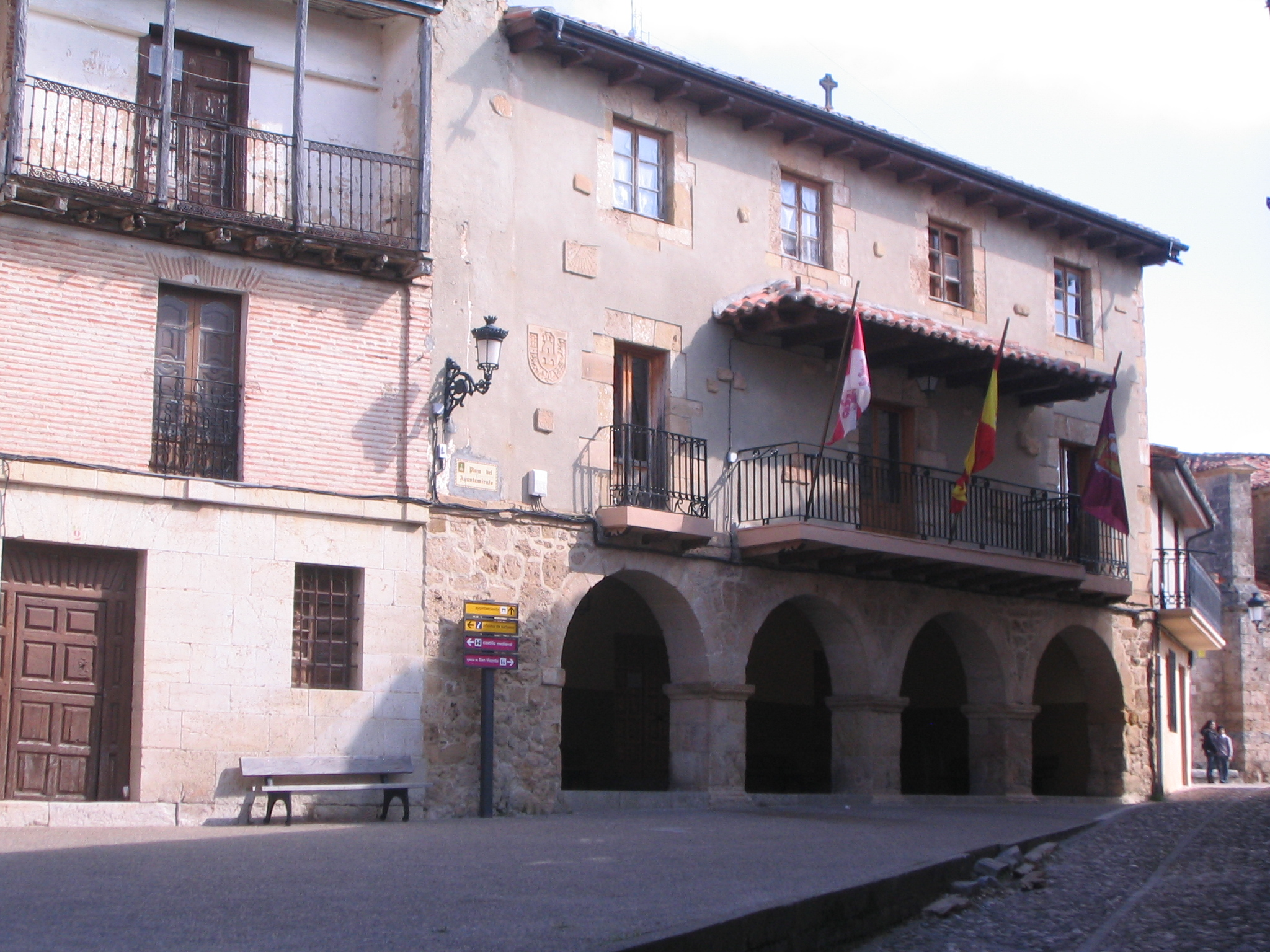
Frías.
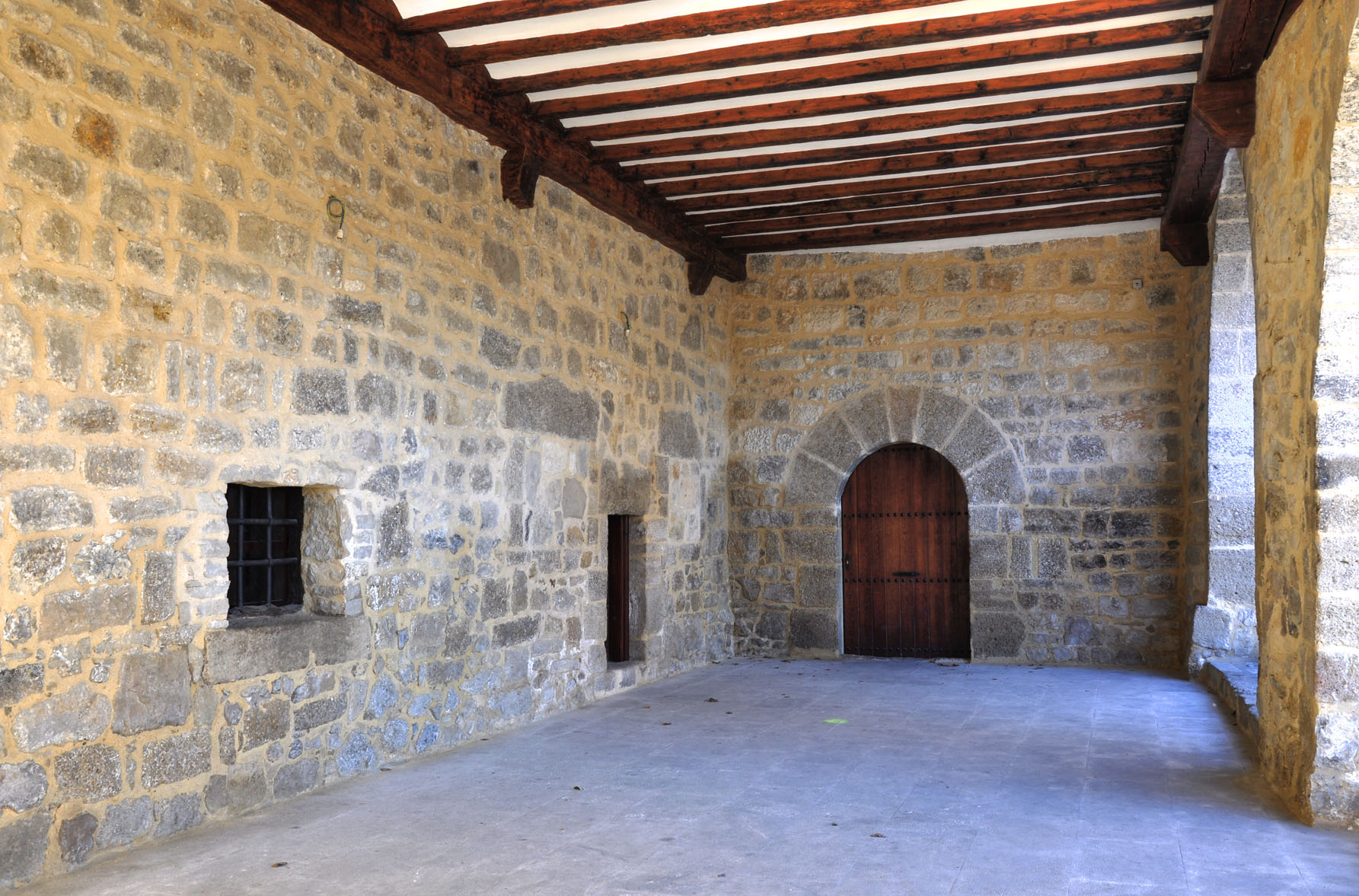
Fortanete.
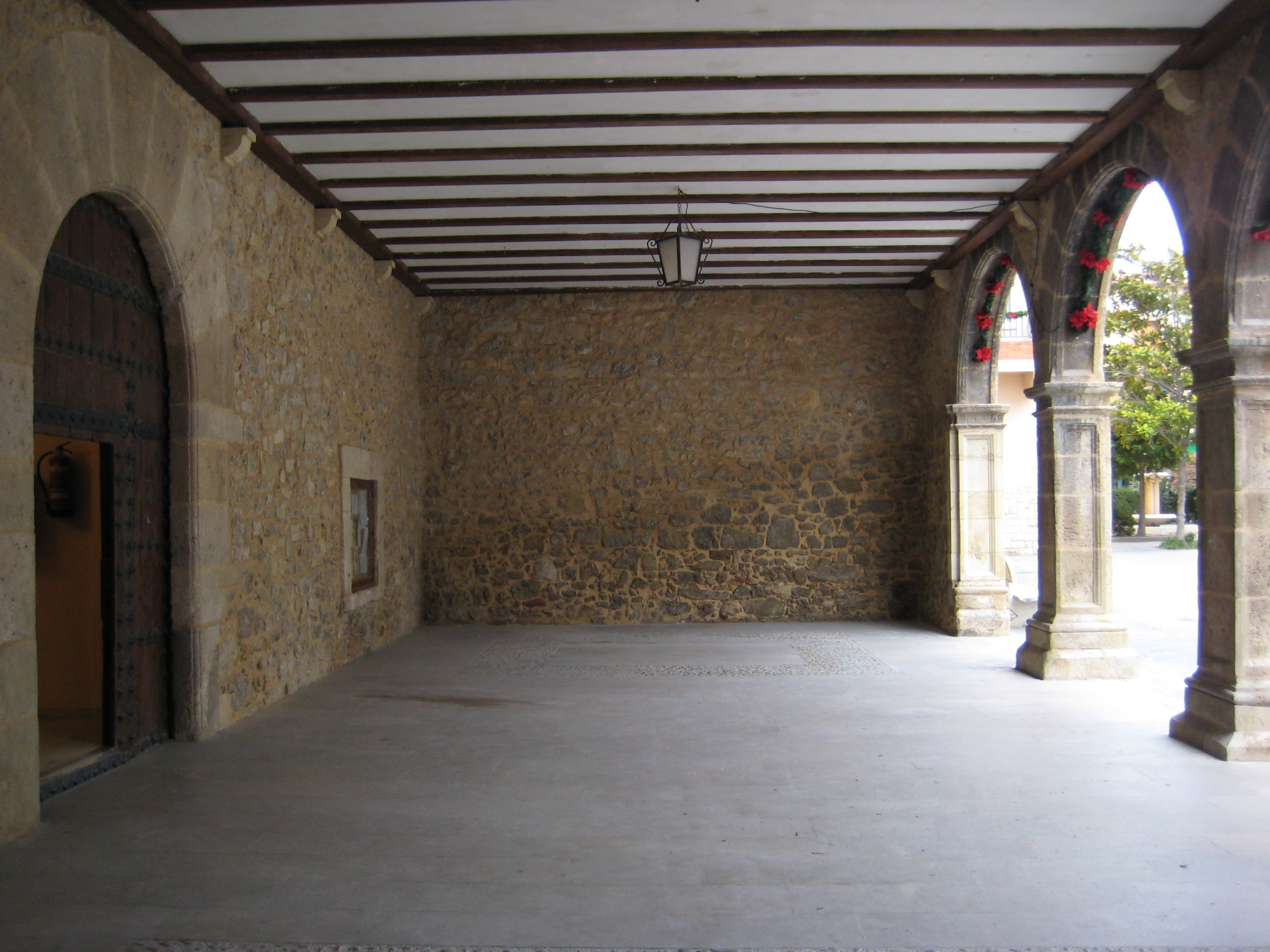
Cella.
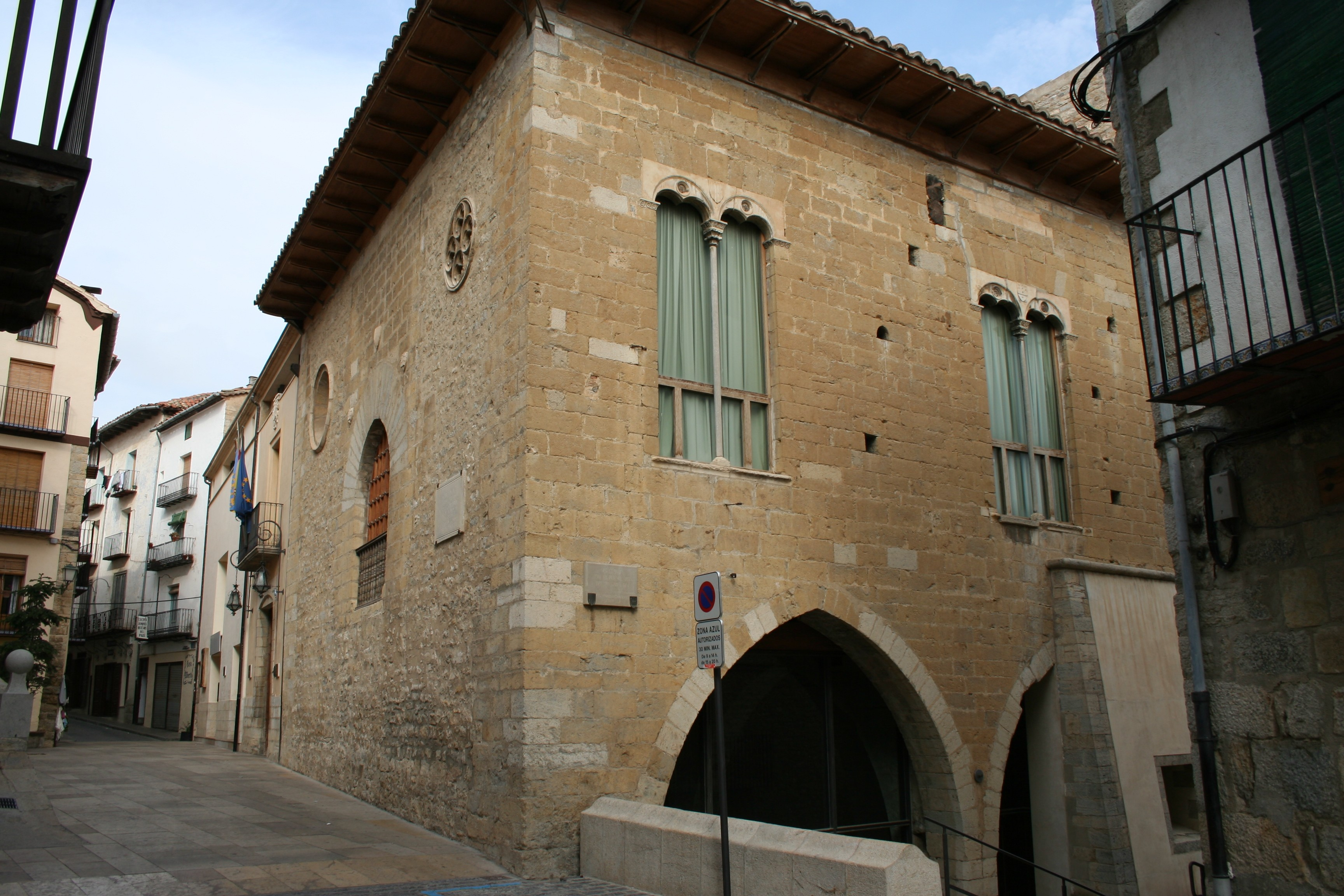
Morella.
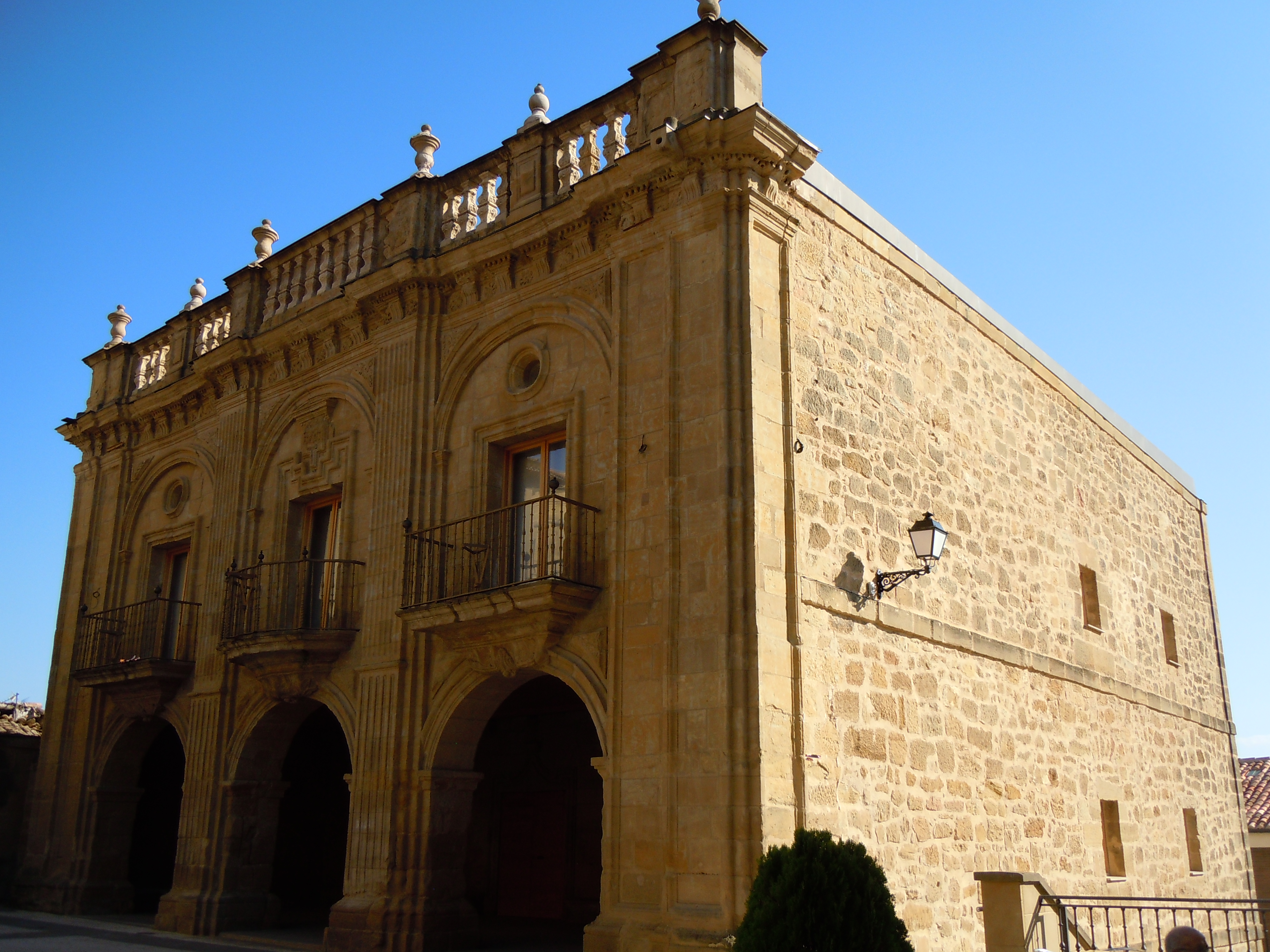
Labastida.
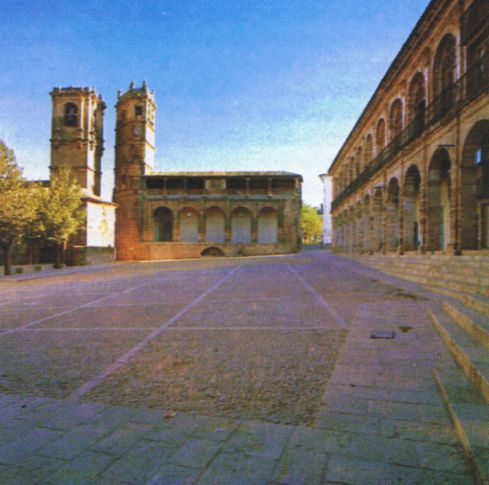
Alcaraz.
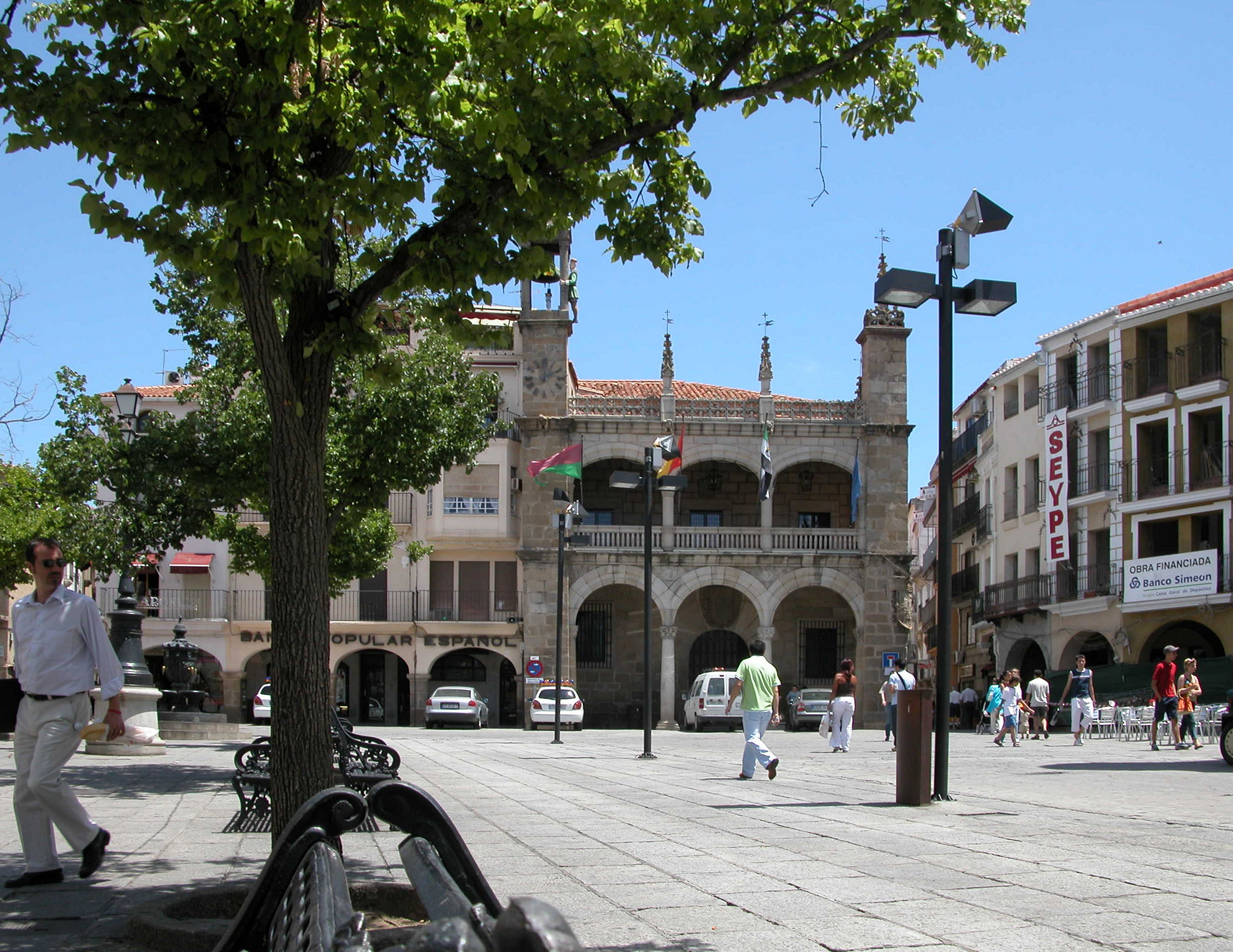
Plasencia.
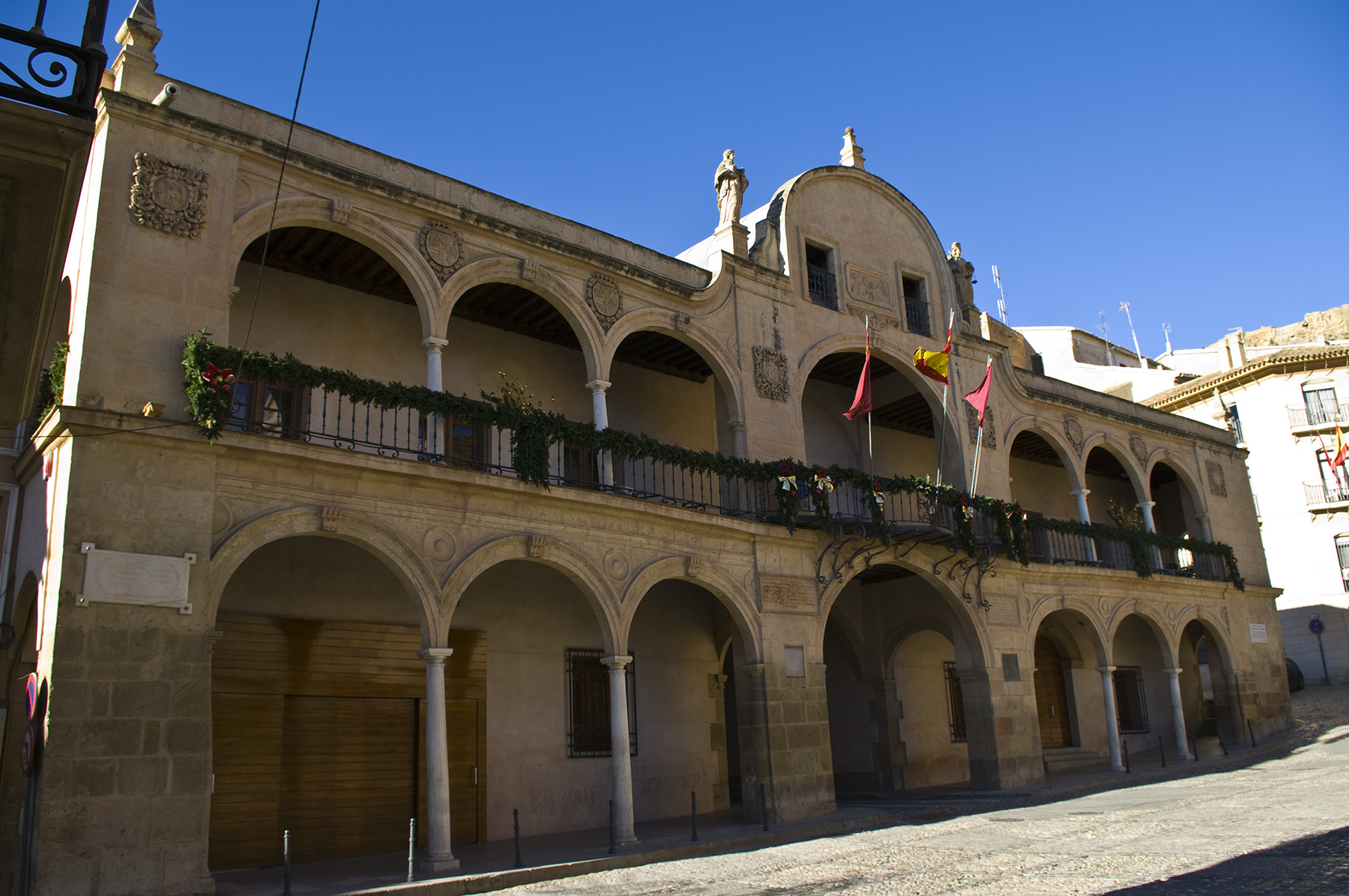
Lorca.
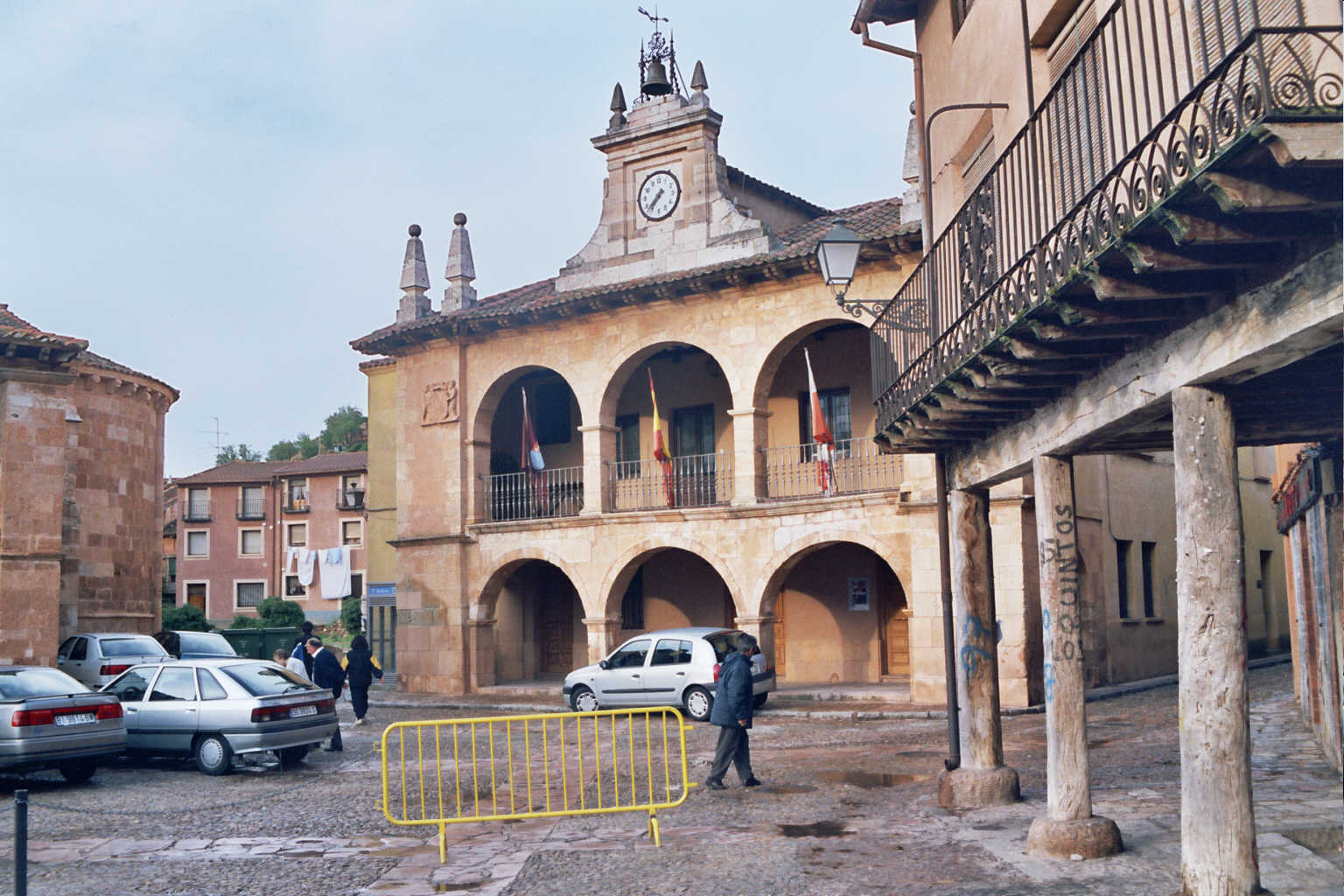
Ayllón.
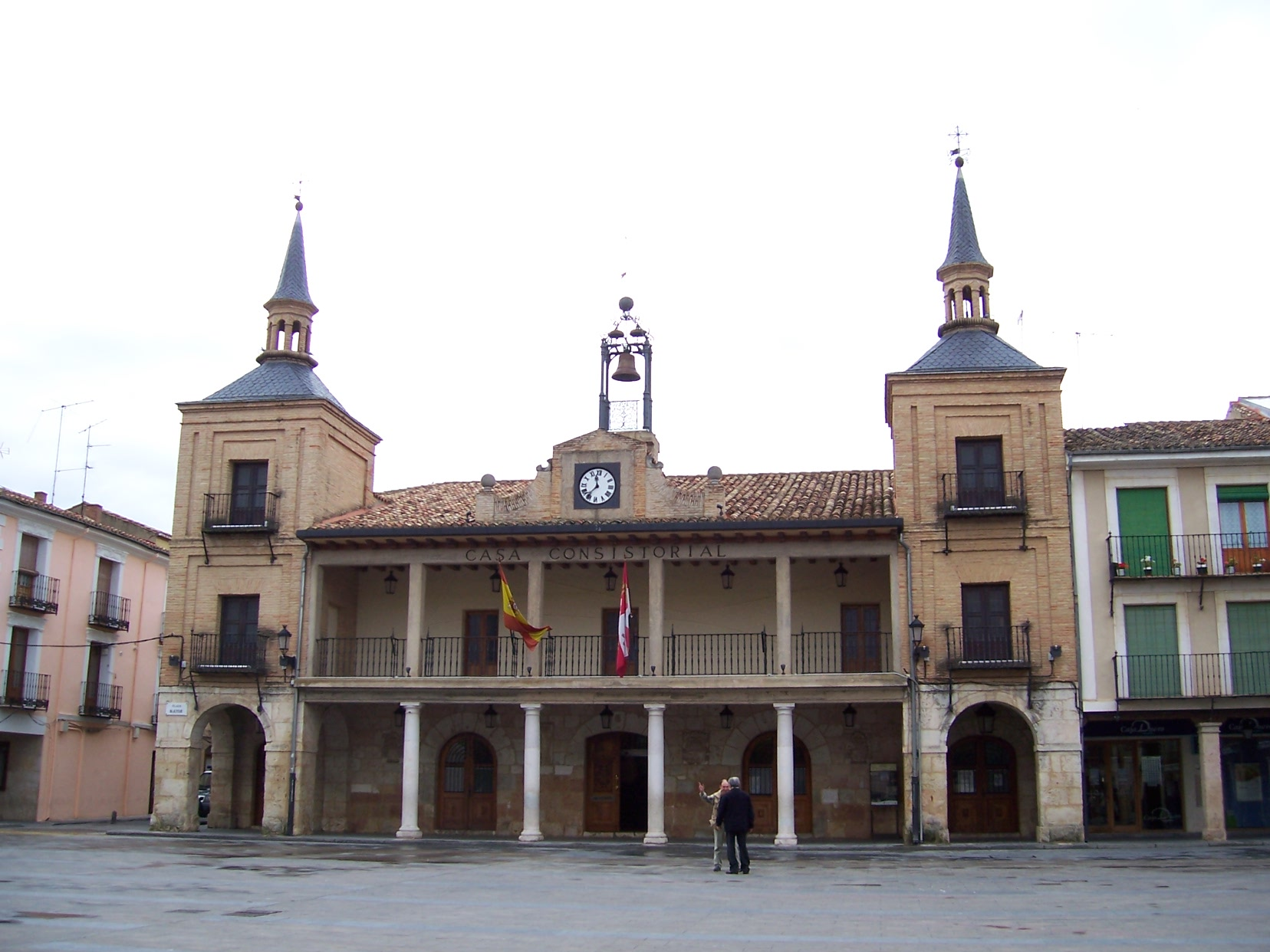
Burgo de Osma.
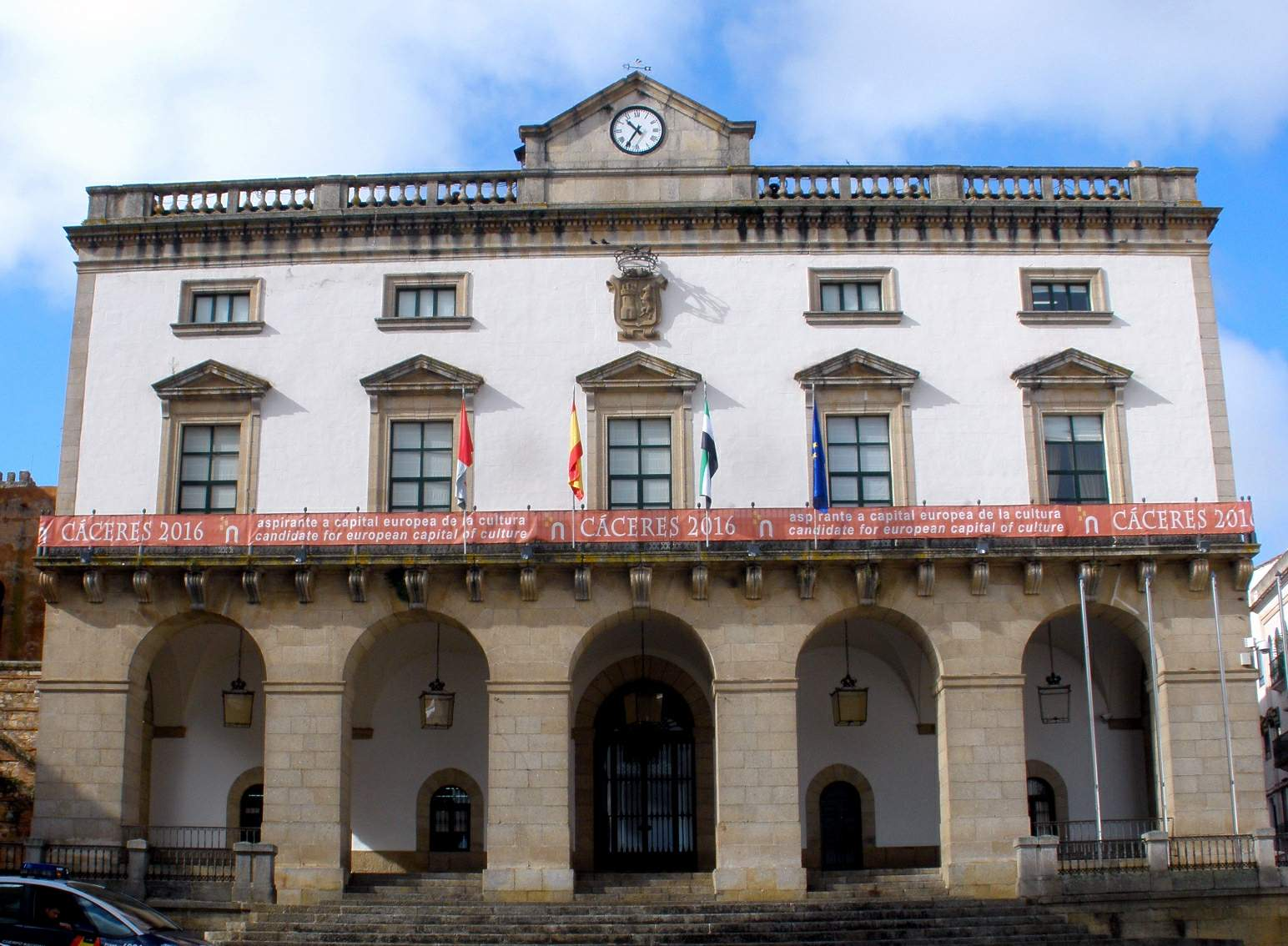
Cáceres.
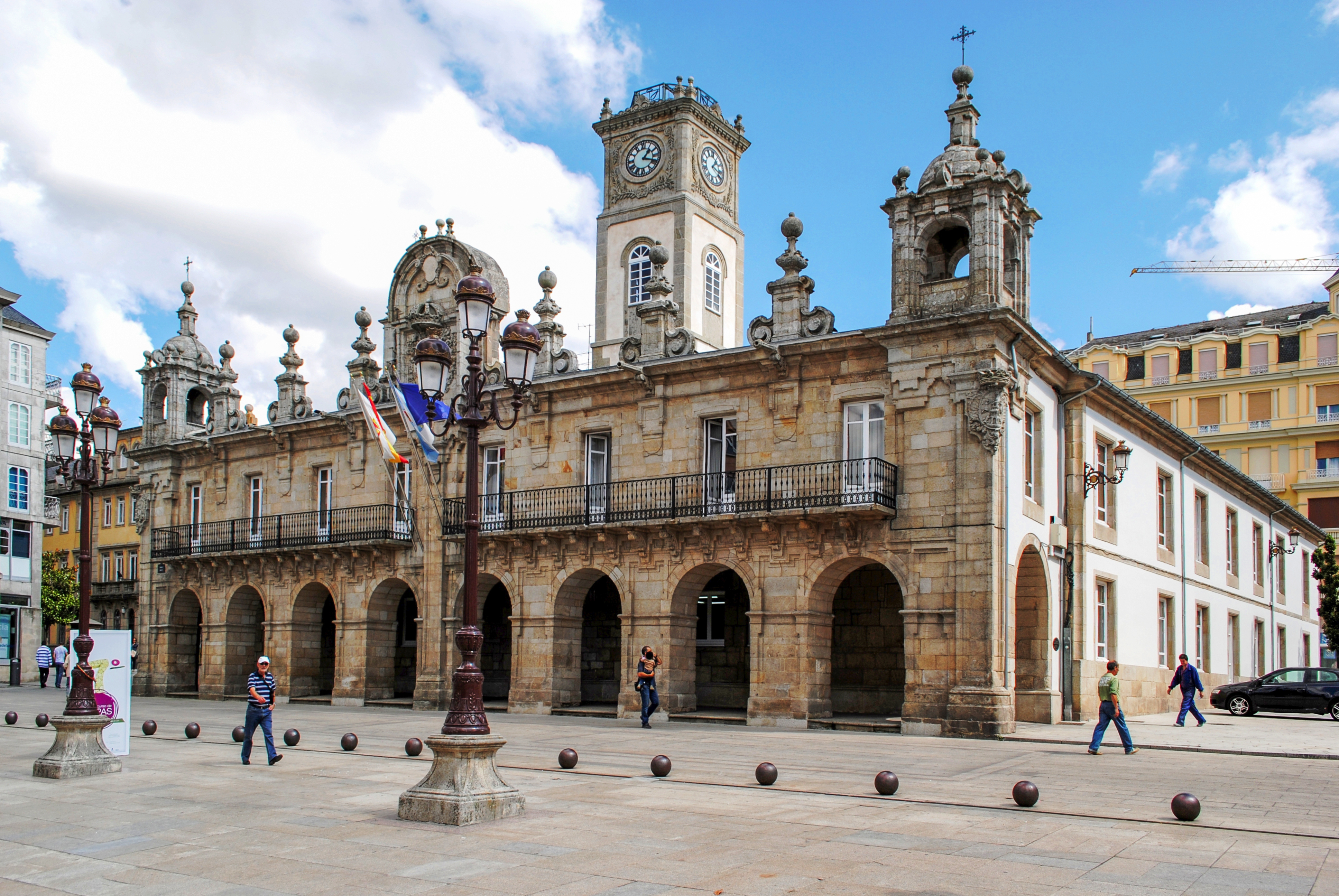
Lugo.
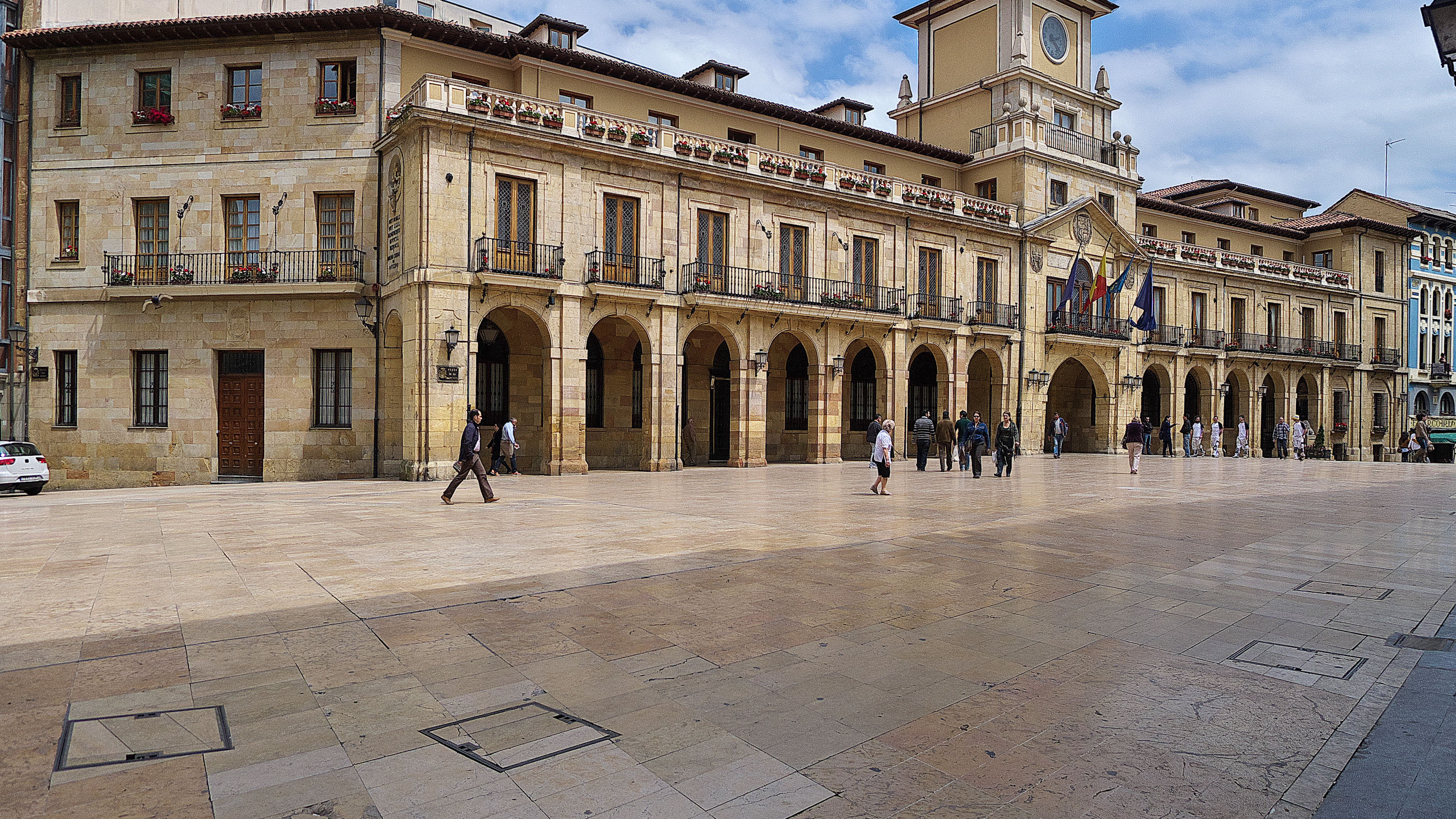
Oviedo.
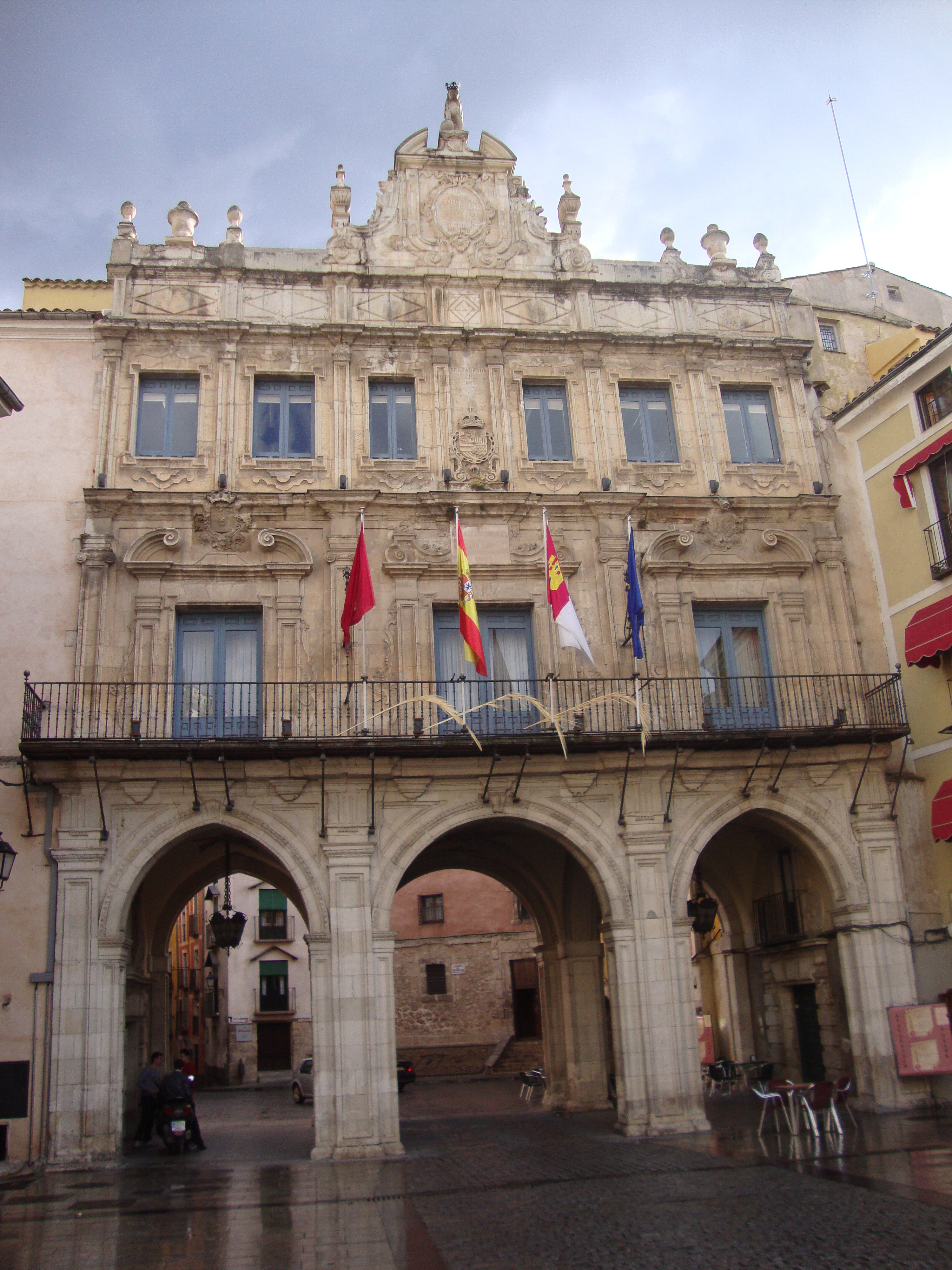
Cuenca.
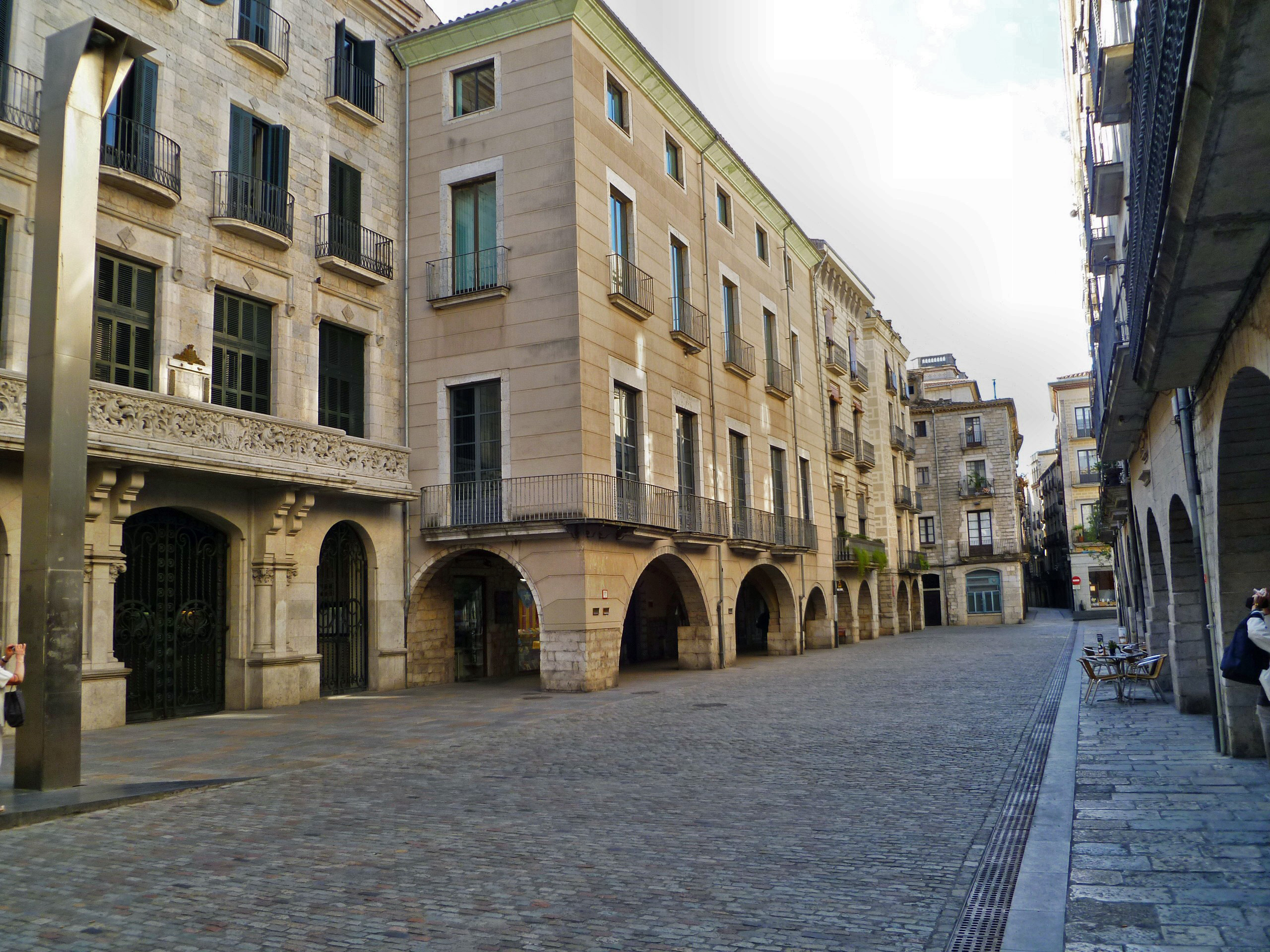
Gerona.
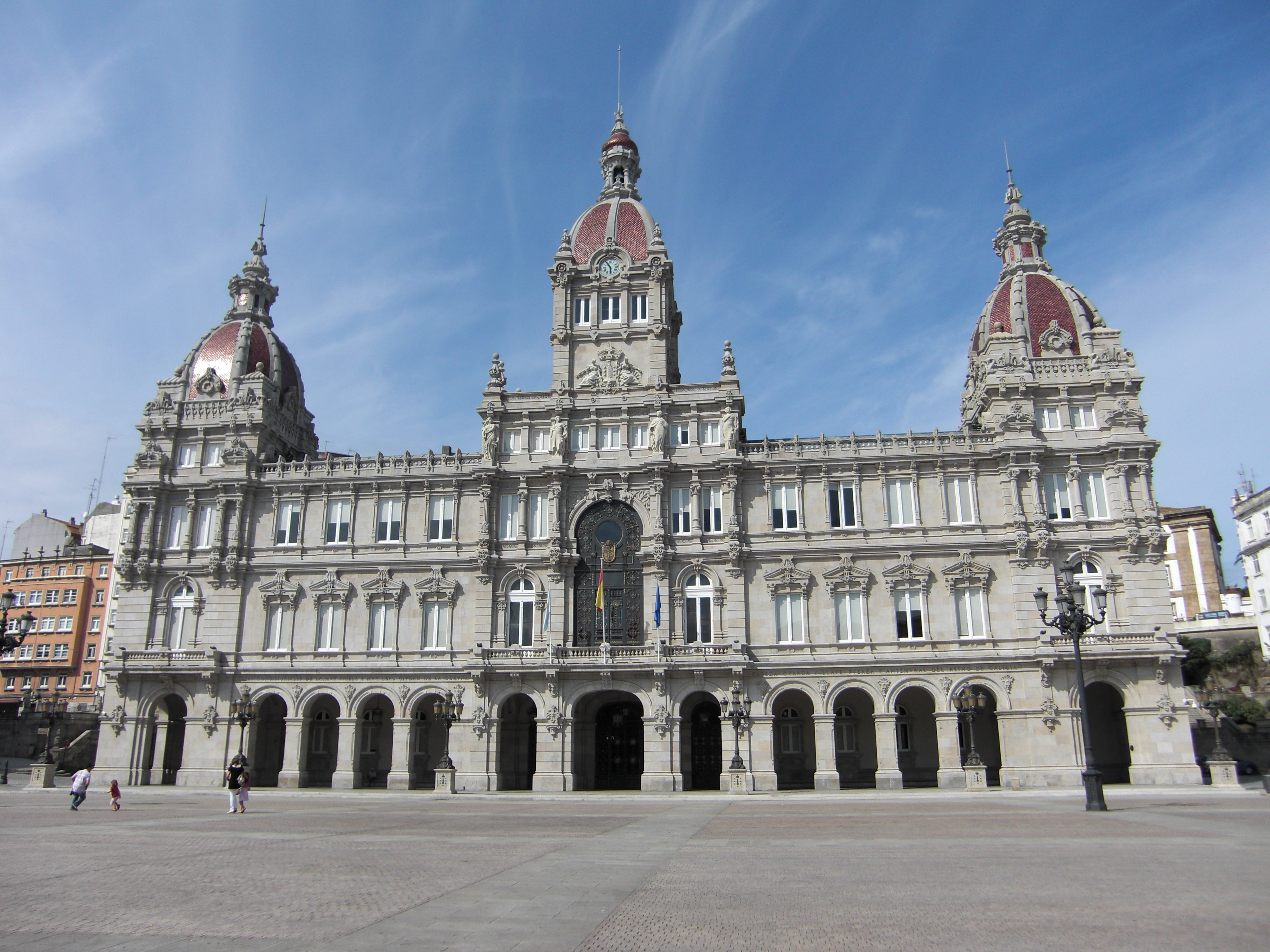
La Coruña.
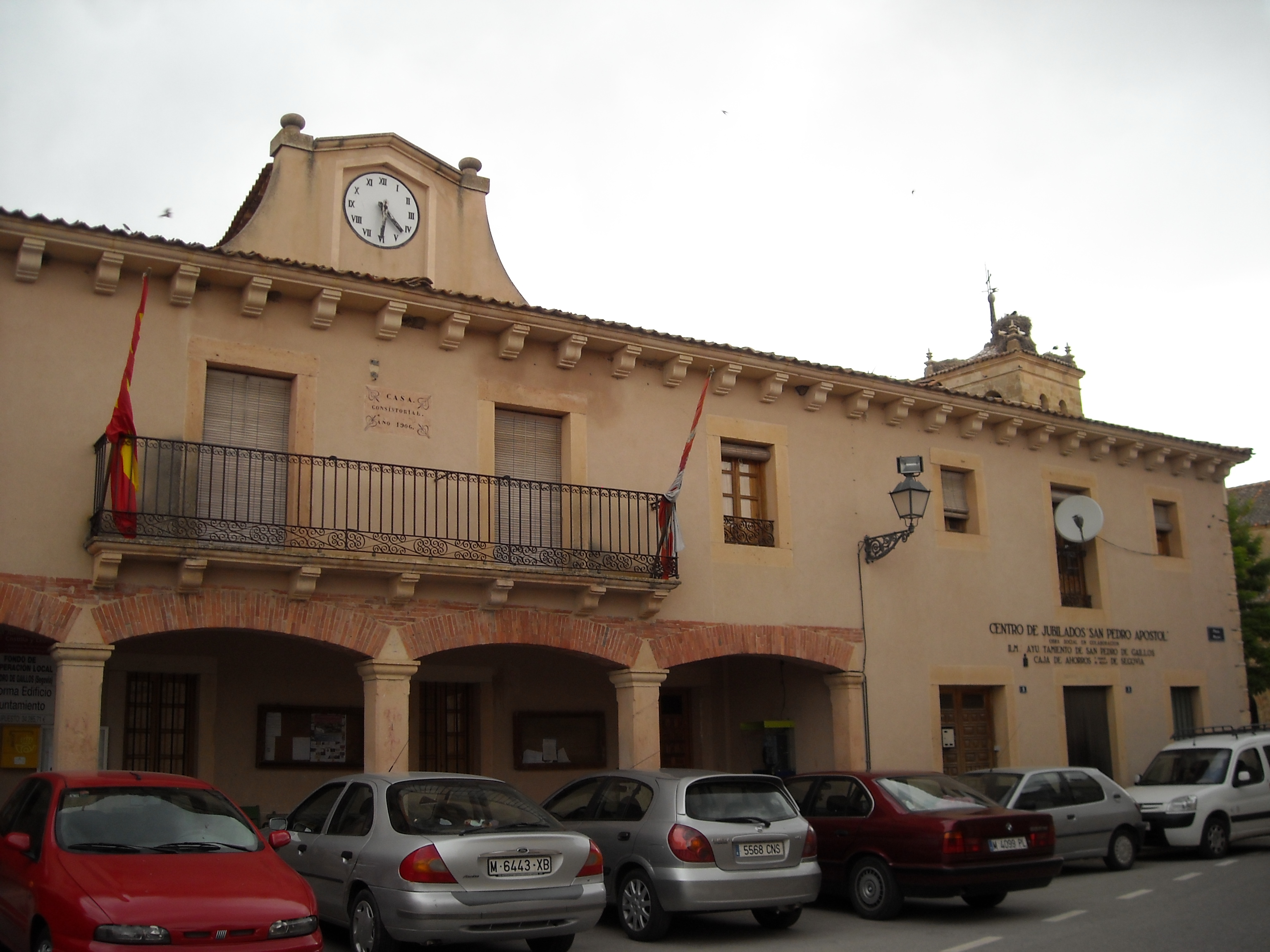
San Pedro de Gaíllos.
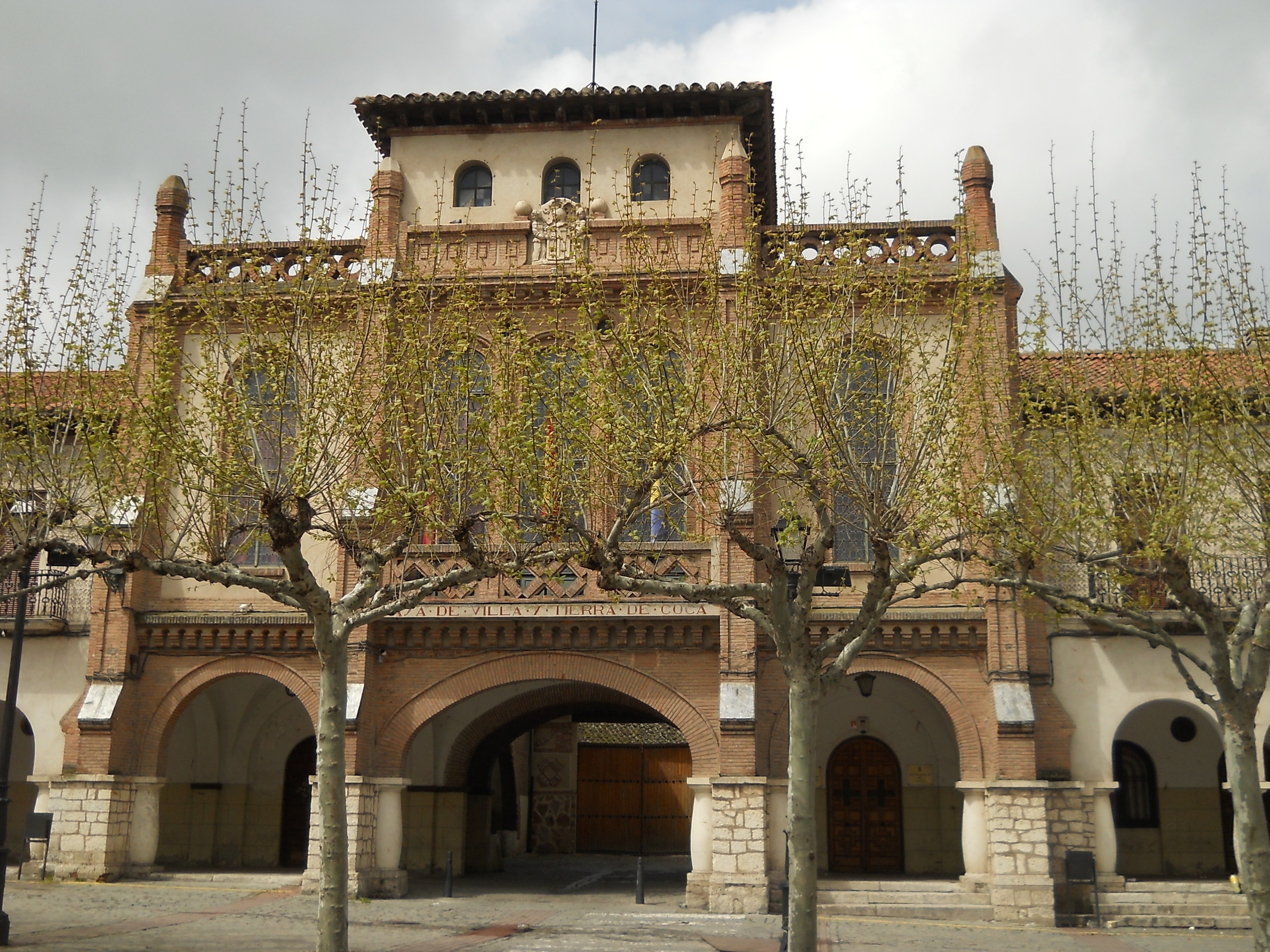
Coca (Segovia).
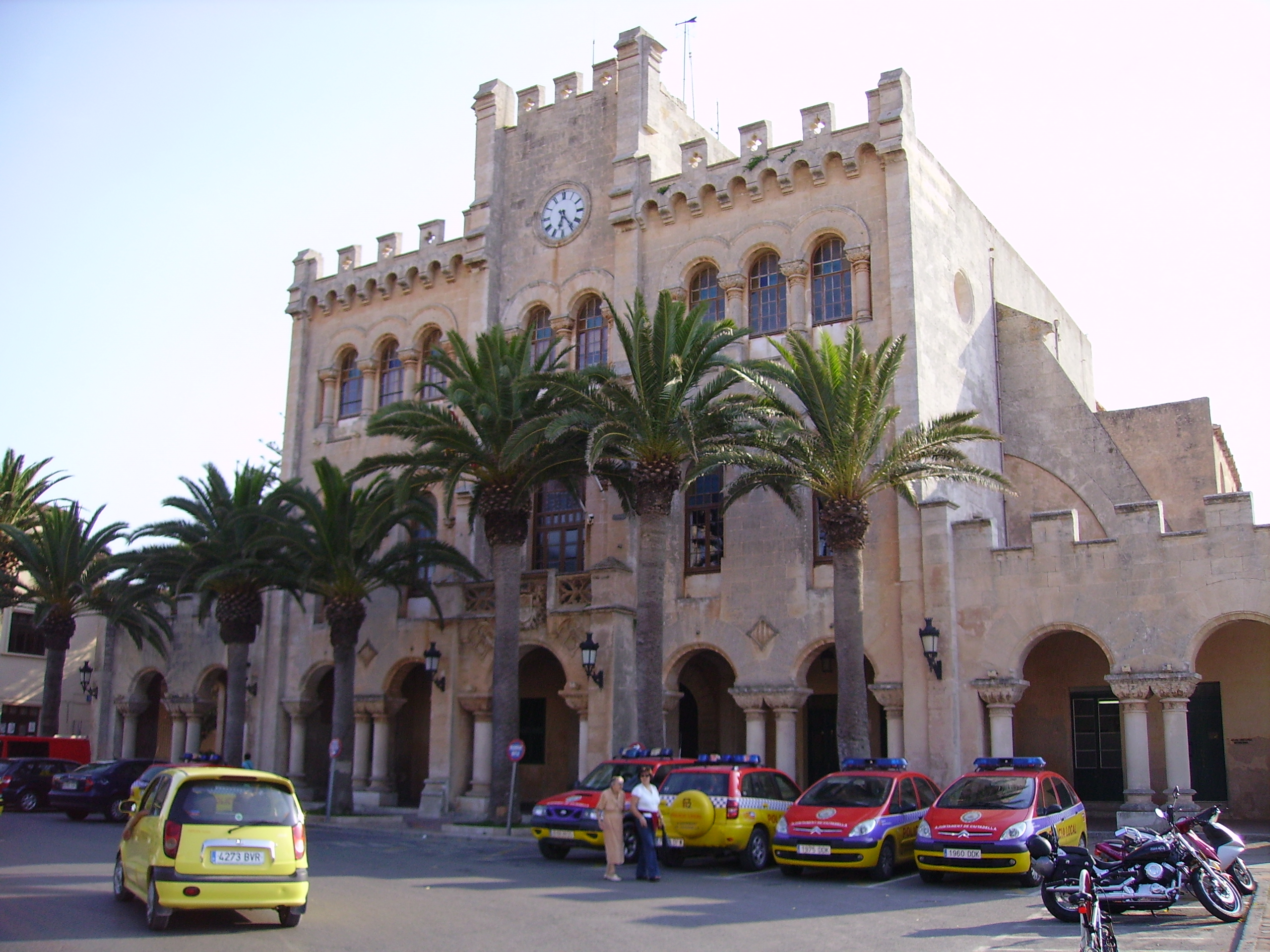
Ciudadela (Menorca).
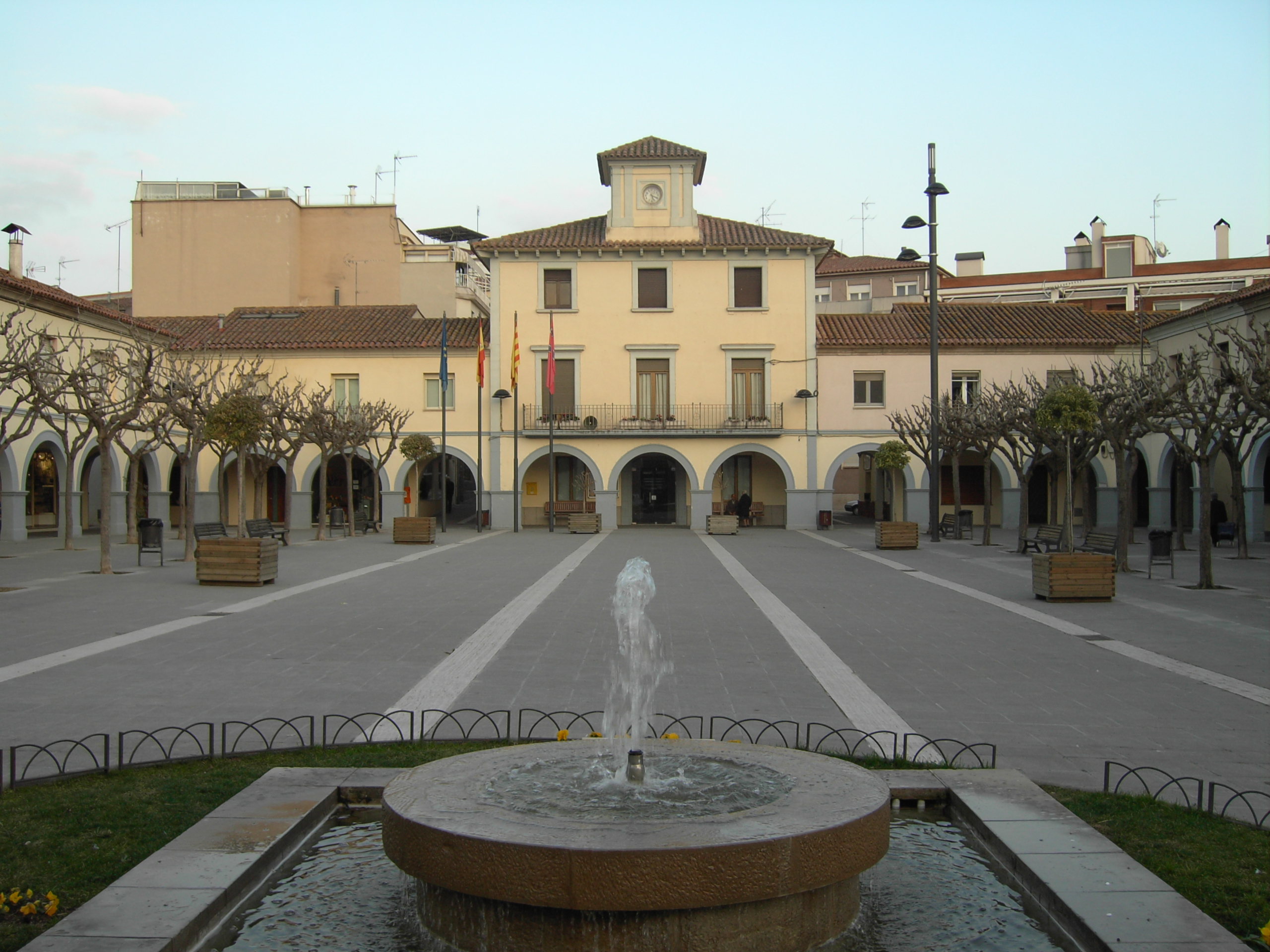
Sentmenat.

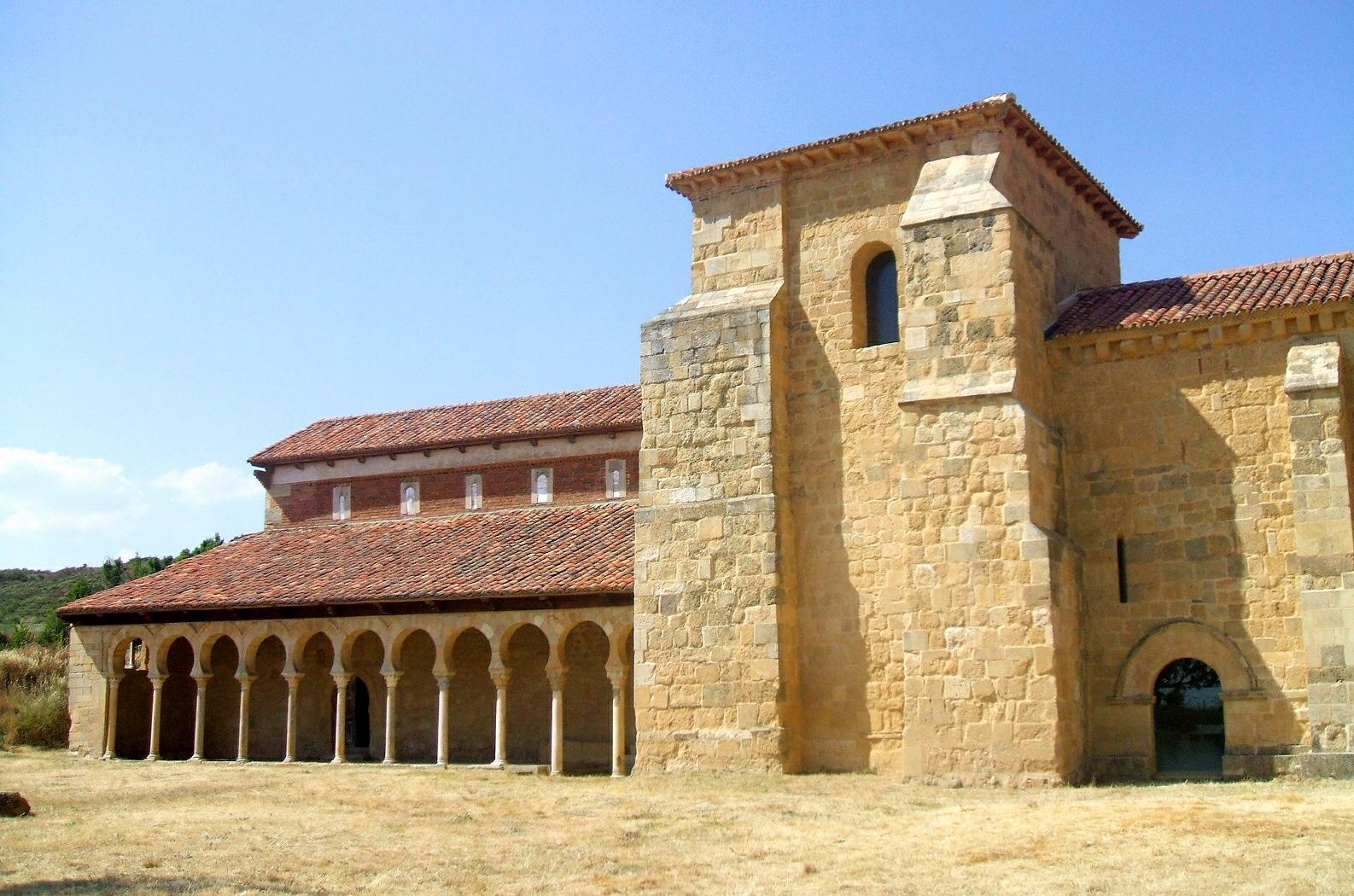
San Miguel de Escalada.
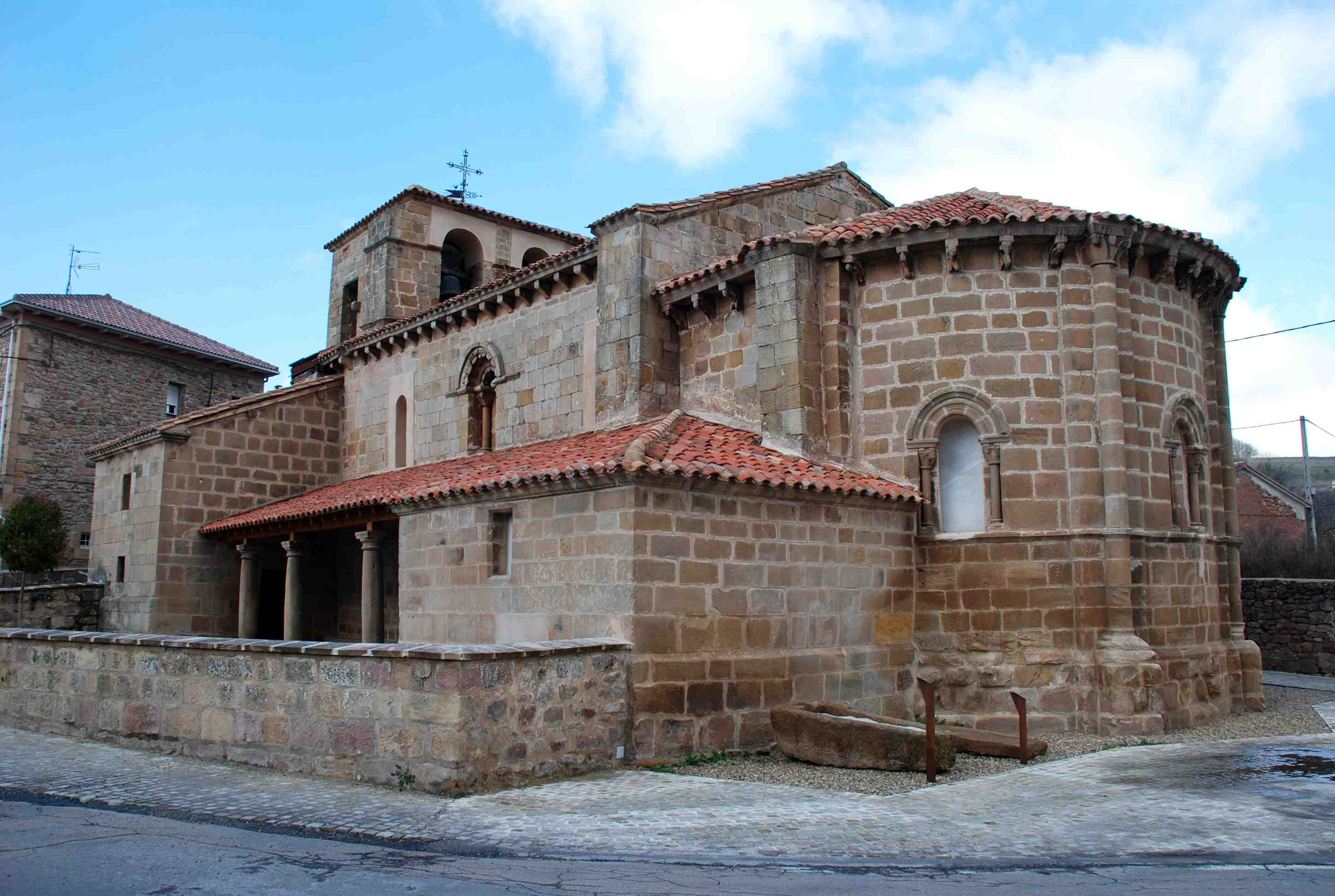
Iglesia de Santa María la Real (Cillamayor).
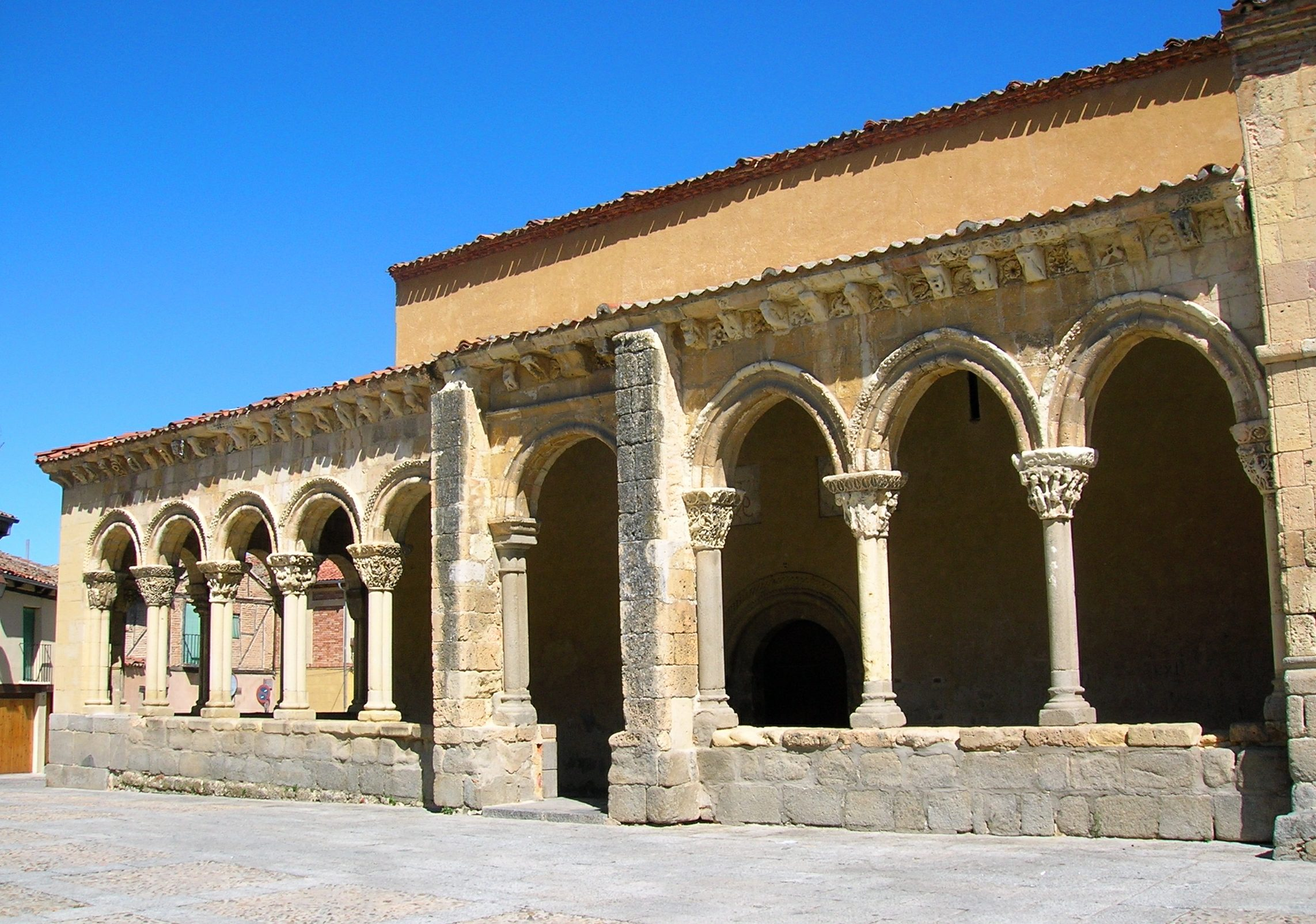
San Lorenzo de Segovia.
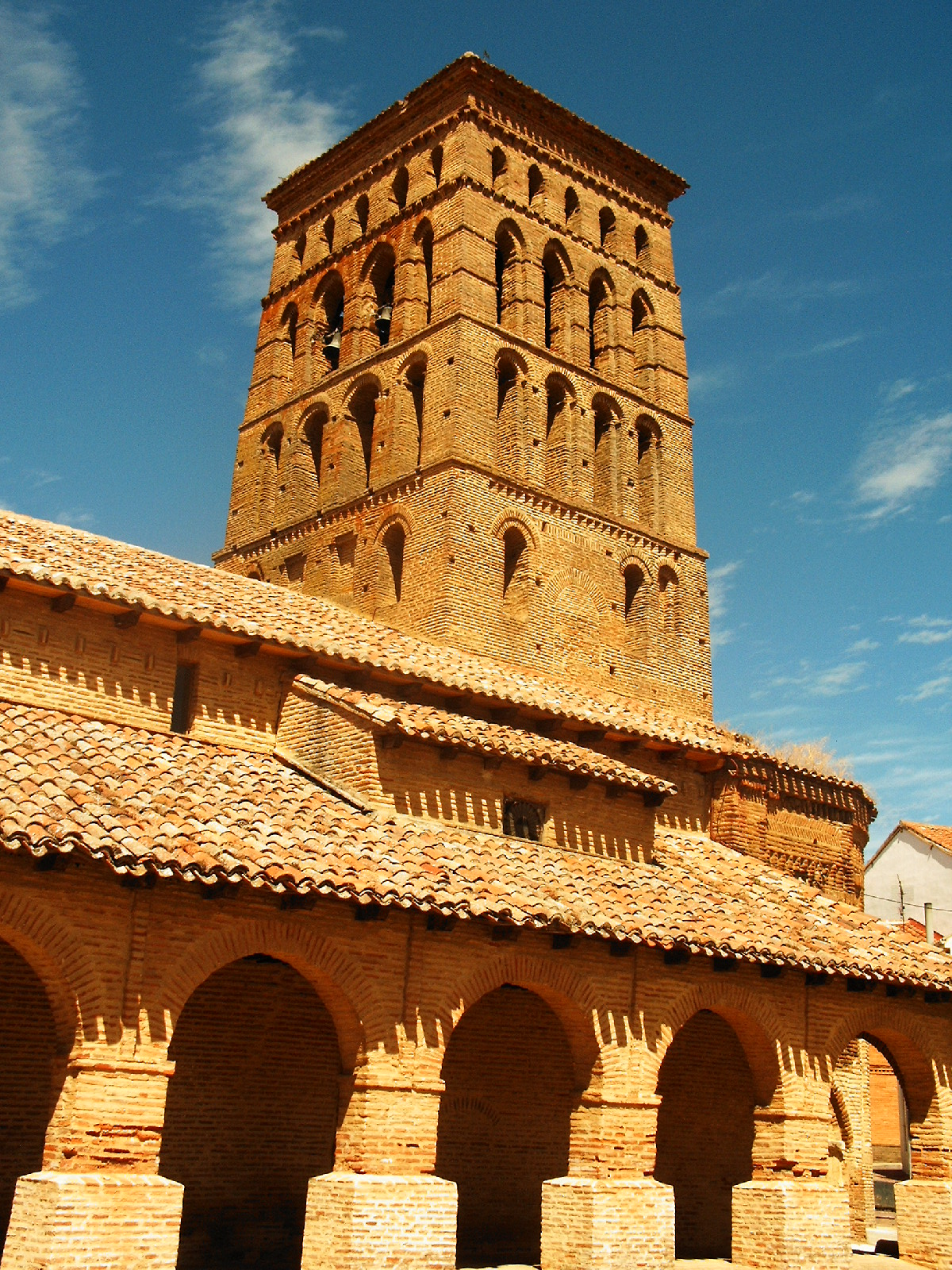
San Lorenzo de Sahagún.
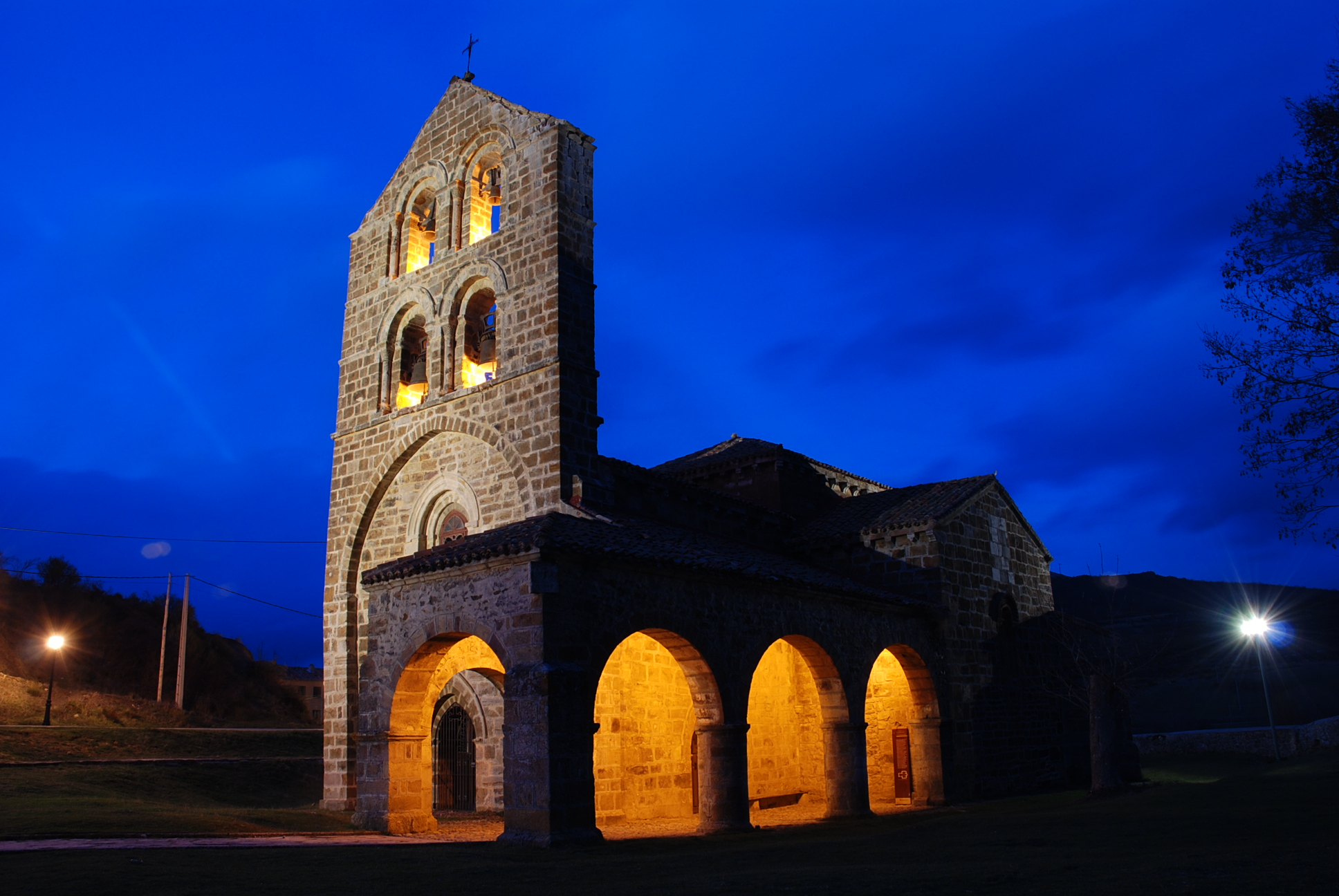
San Salvador de Cantamuda.
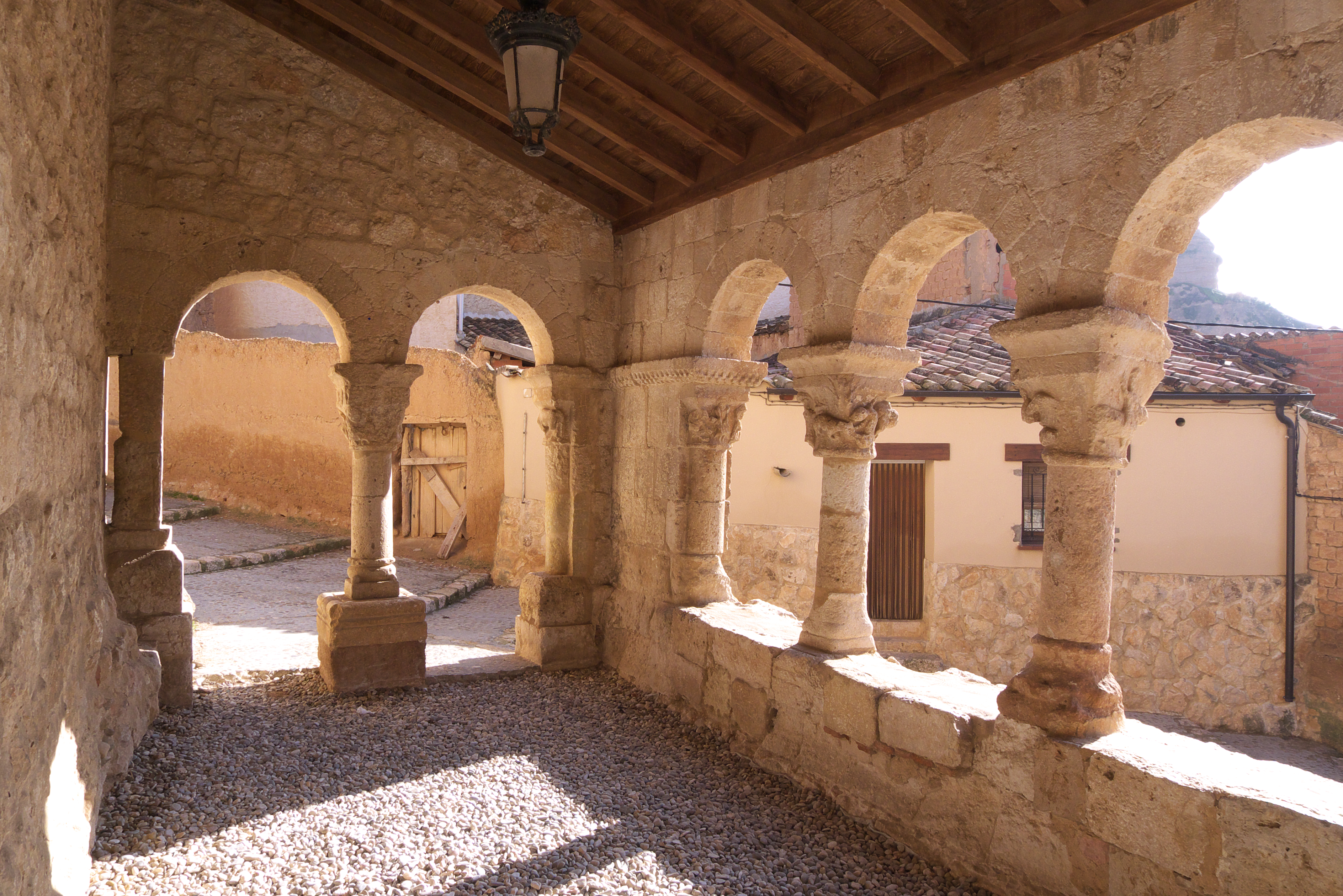
San Miguel de Gormaz.
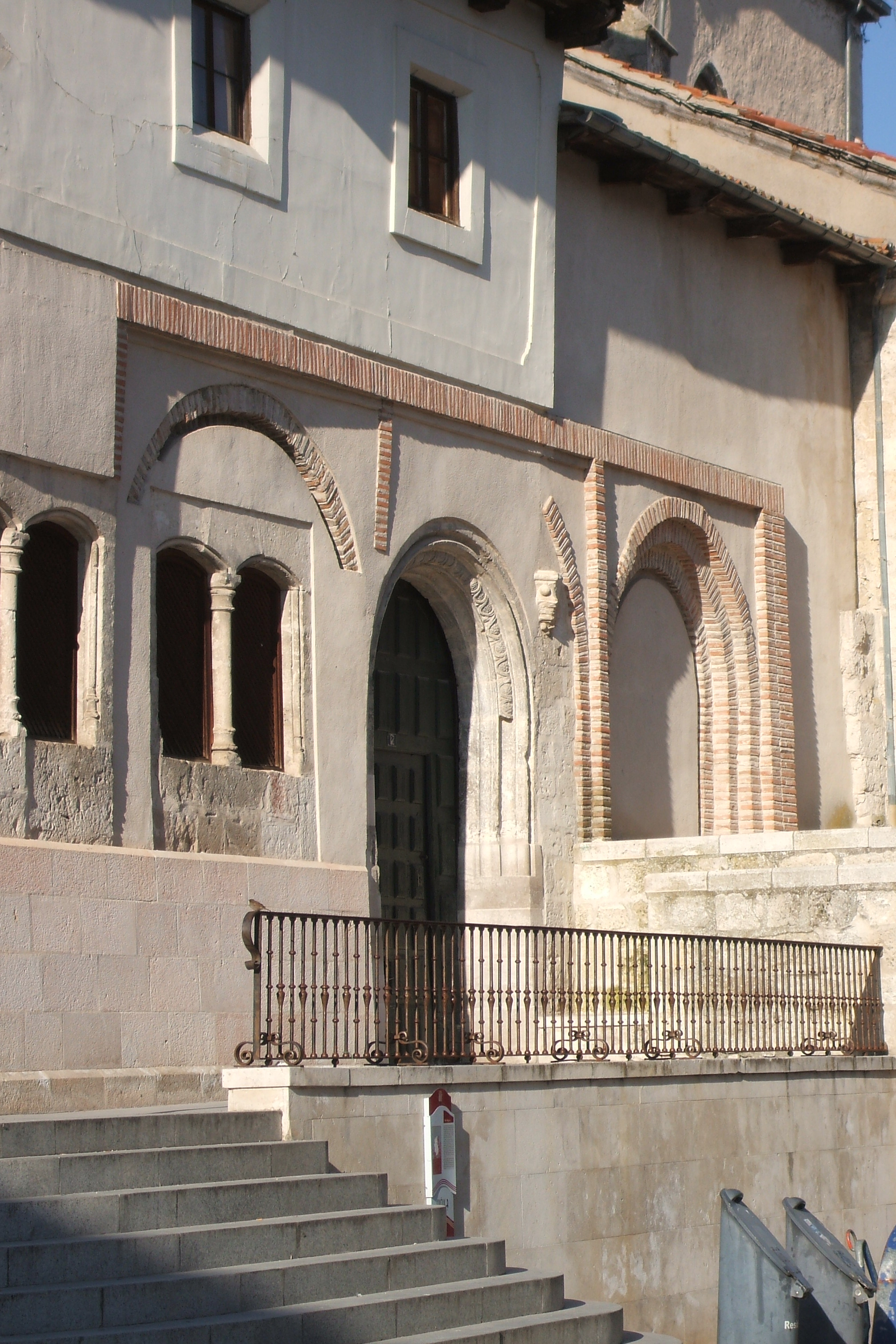
San Miguel de Cuéllar.
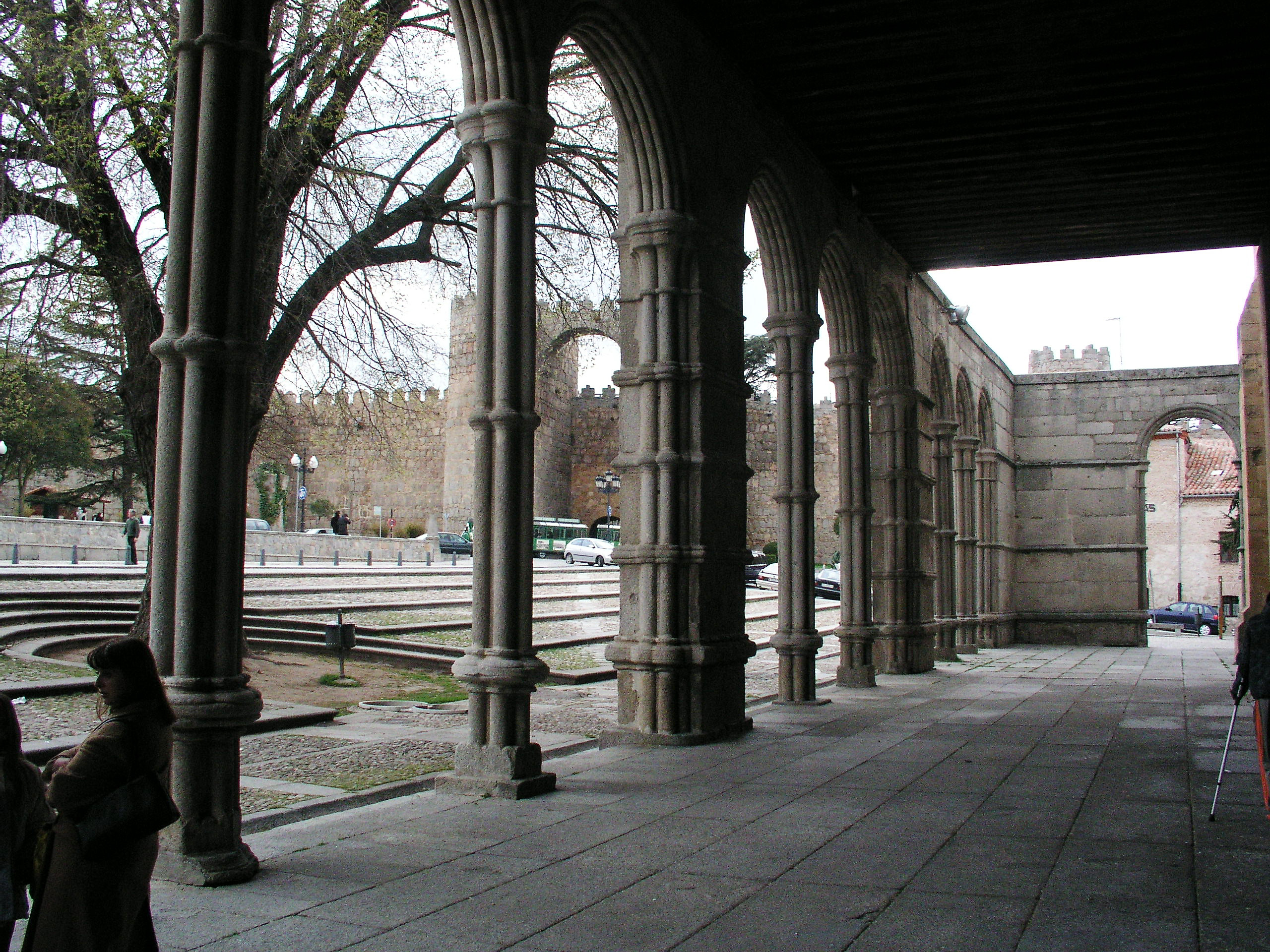
San Vicente de Ávila.
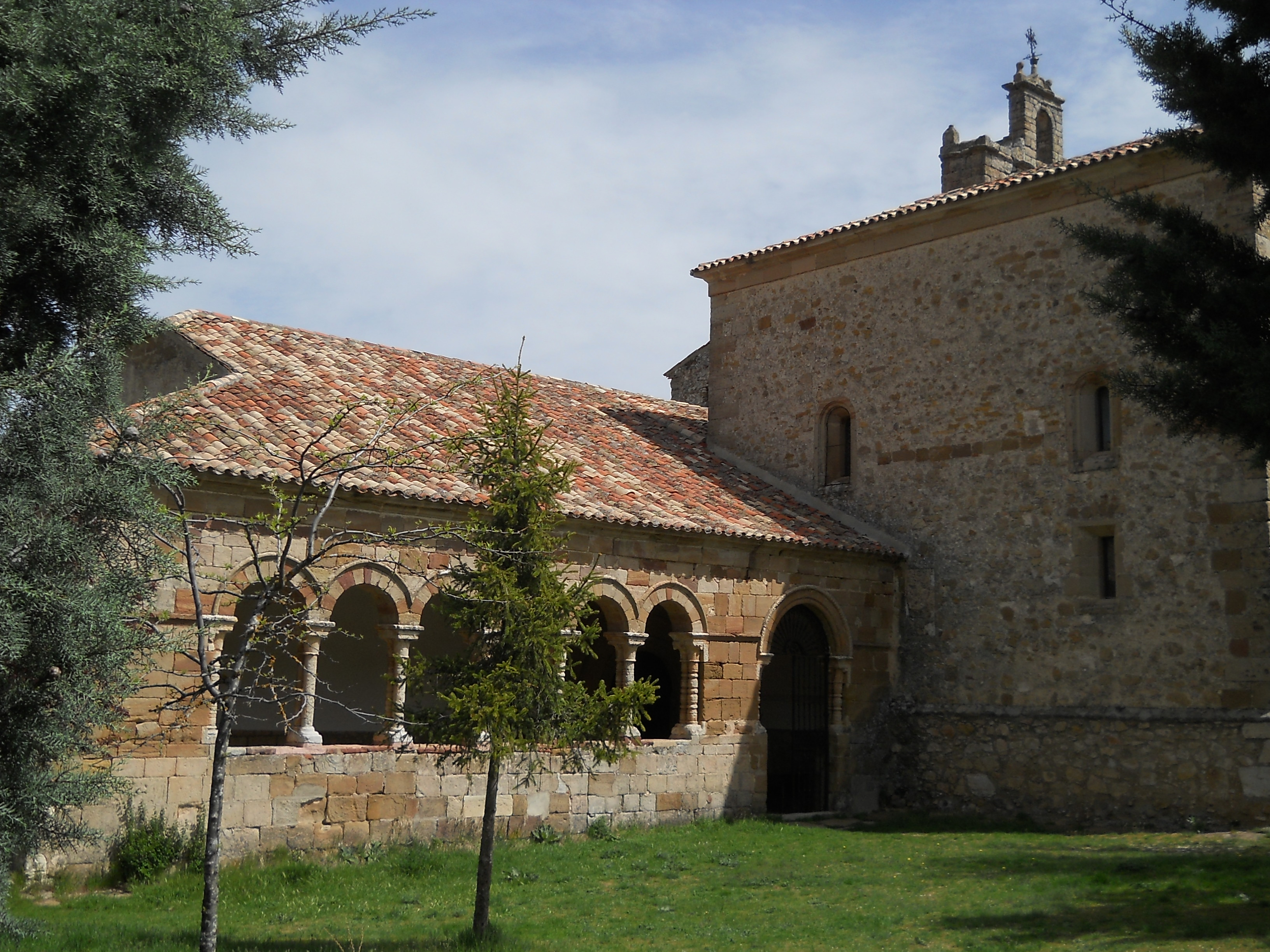
San Bartolomé de Atienza.
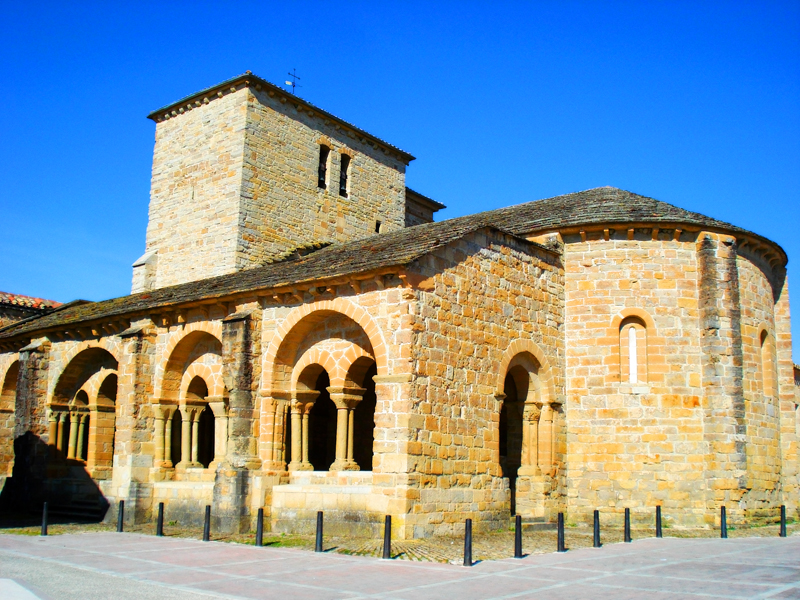
Iglesia de Nuestra Señora de la Purificación (Gazólaz).
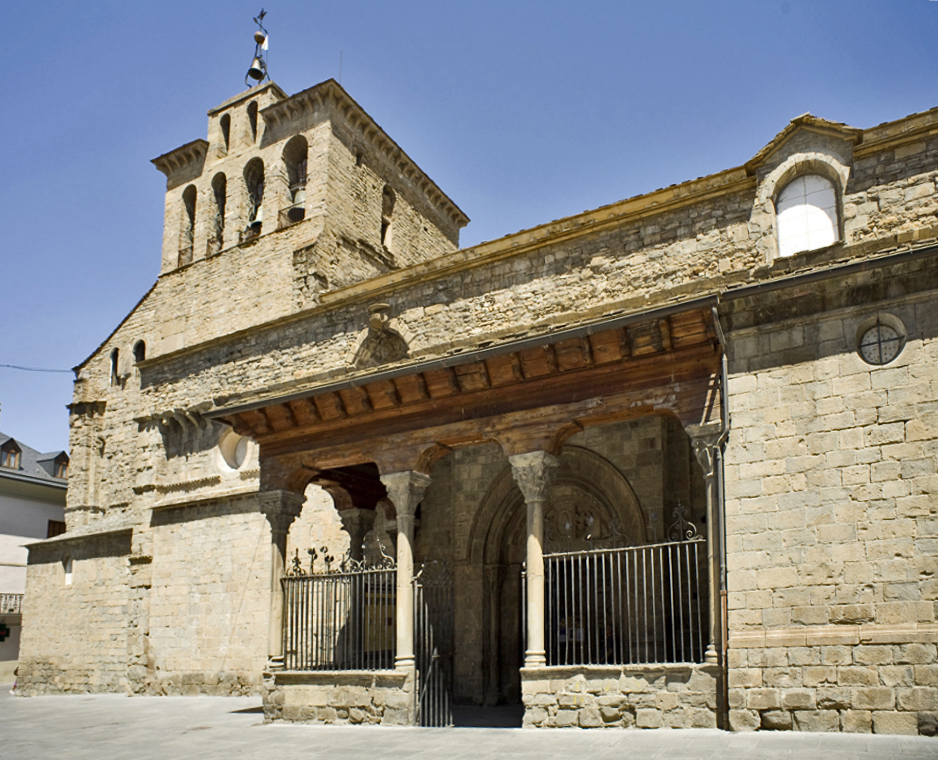
Catedral de Jaca.
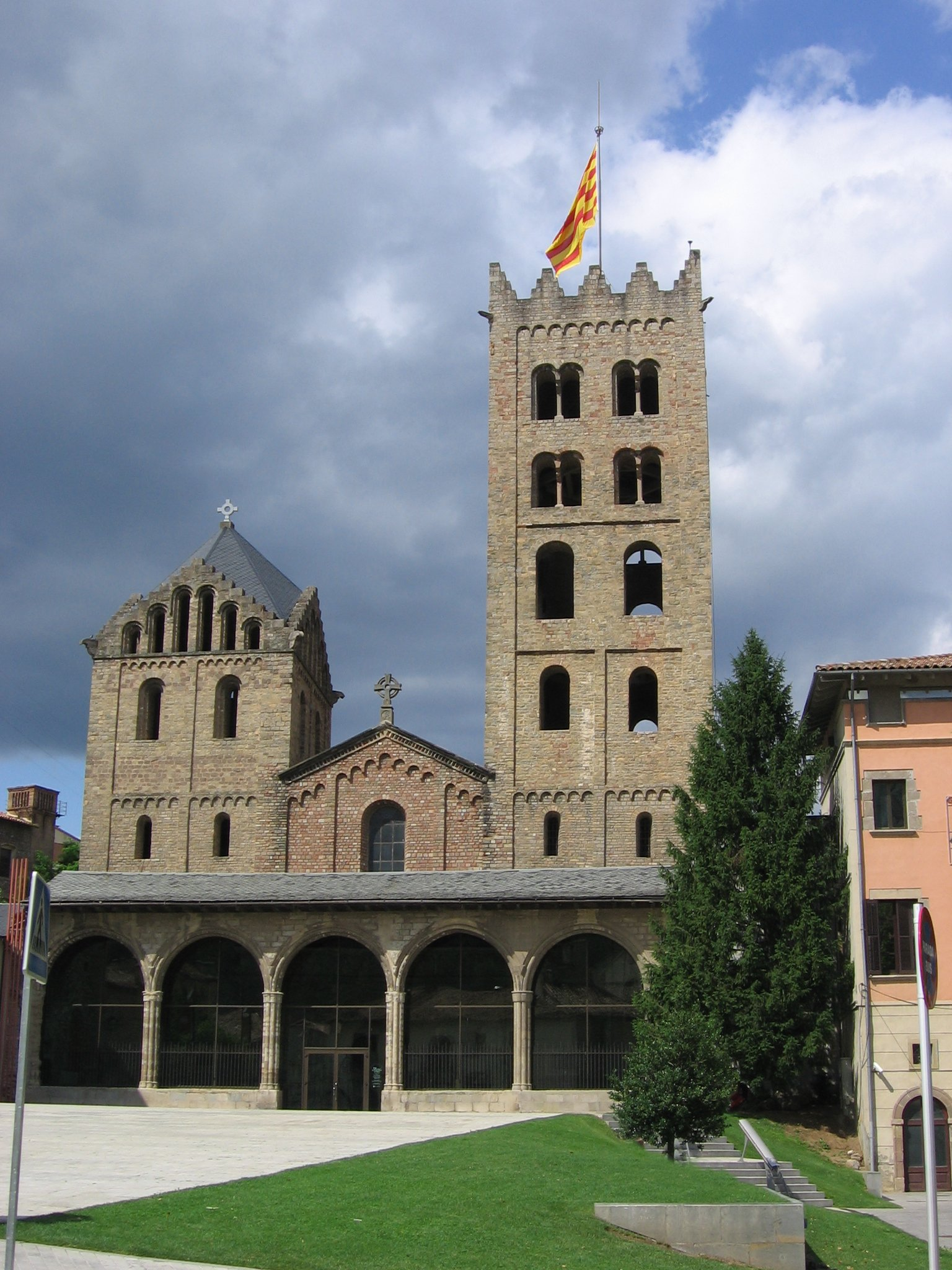
Monasterio de Ripoll.

## Estructuras ante la portada
En otros casos, el atrio o pórtico adquiere la forma de una estructura cubierta que protege la entrada principal de la iglesia (en lenguas germánicas waffenhaus o vapenhus, indicando la prohibición de llevar armas dentro de la iglesia).

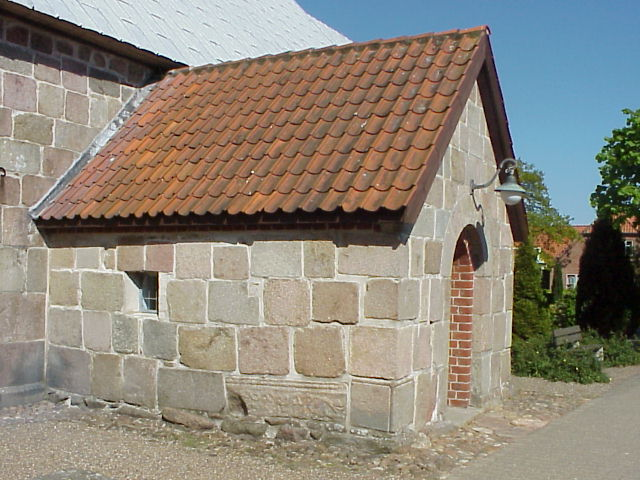
Vapenhus de Faster Kirke (Dinamarca).
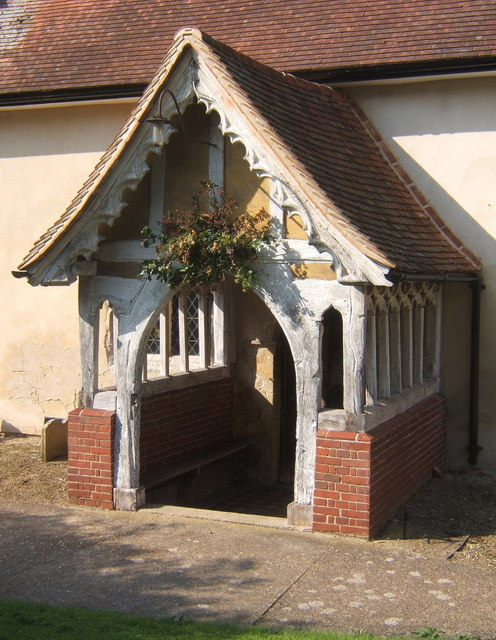
Offton (Inglaterra).
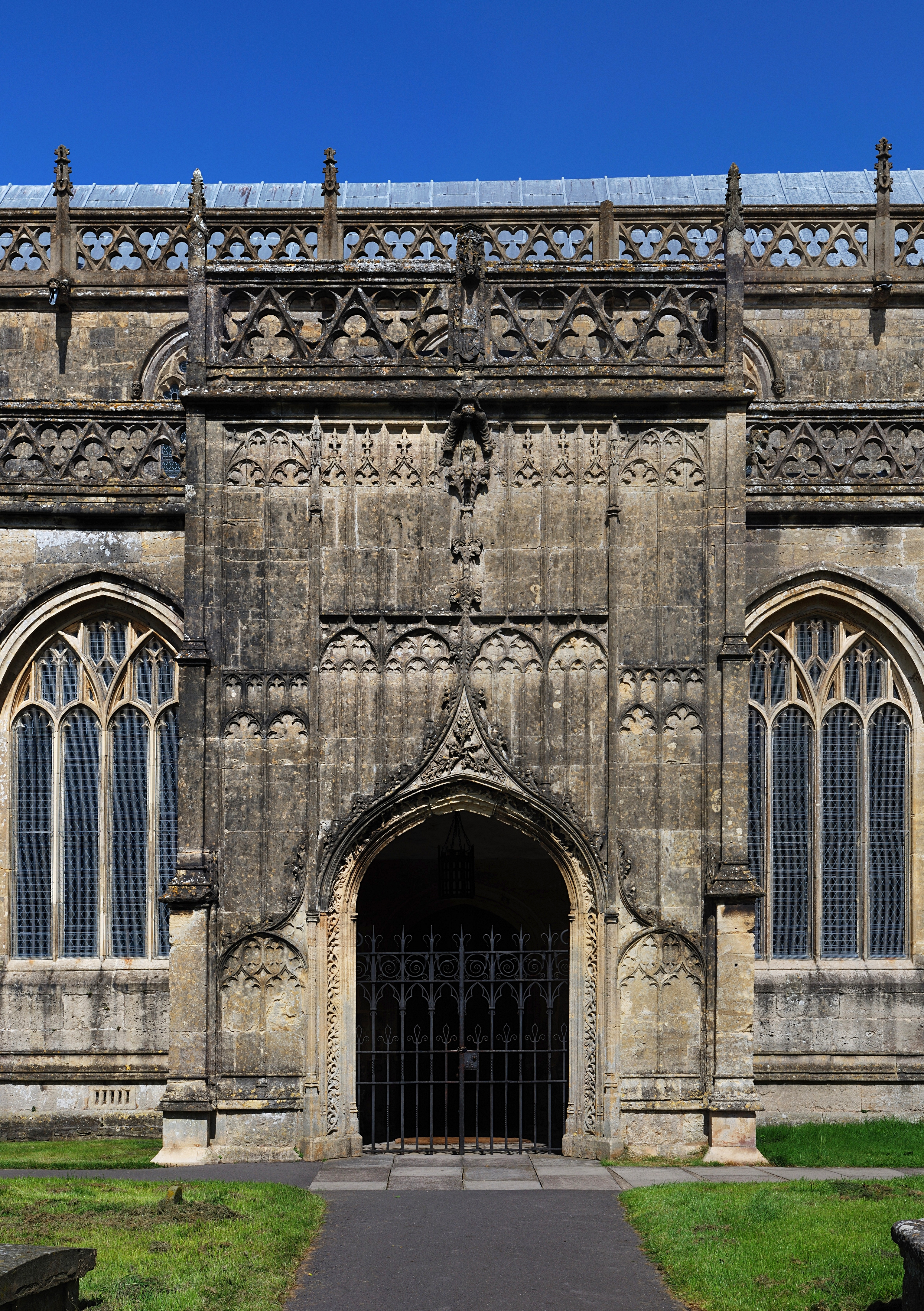
St Mary de Yatton (Inglaterra).
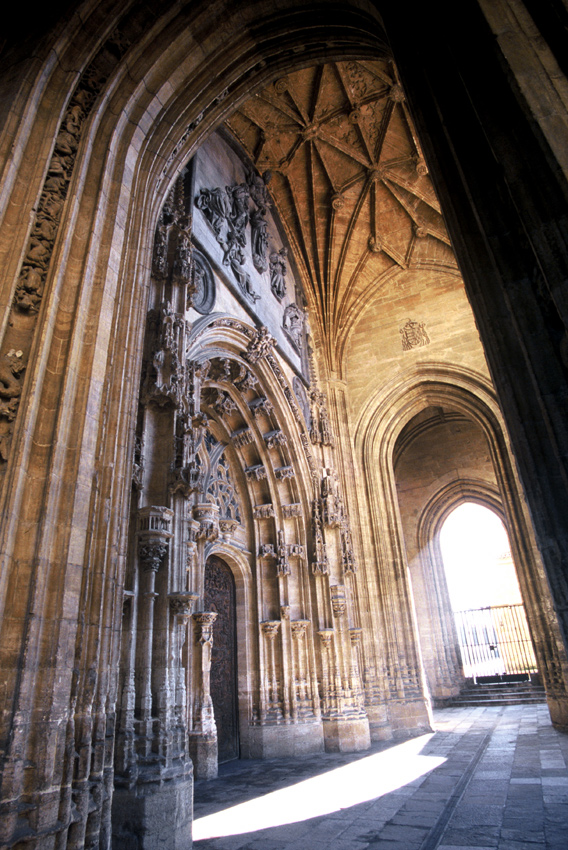
Catedral de Oviedo.
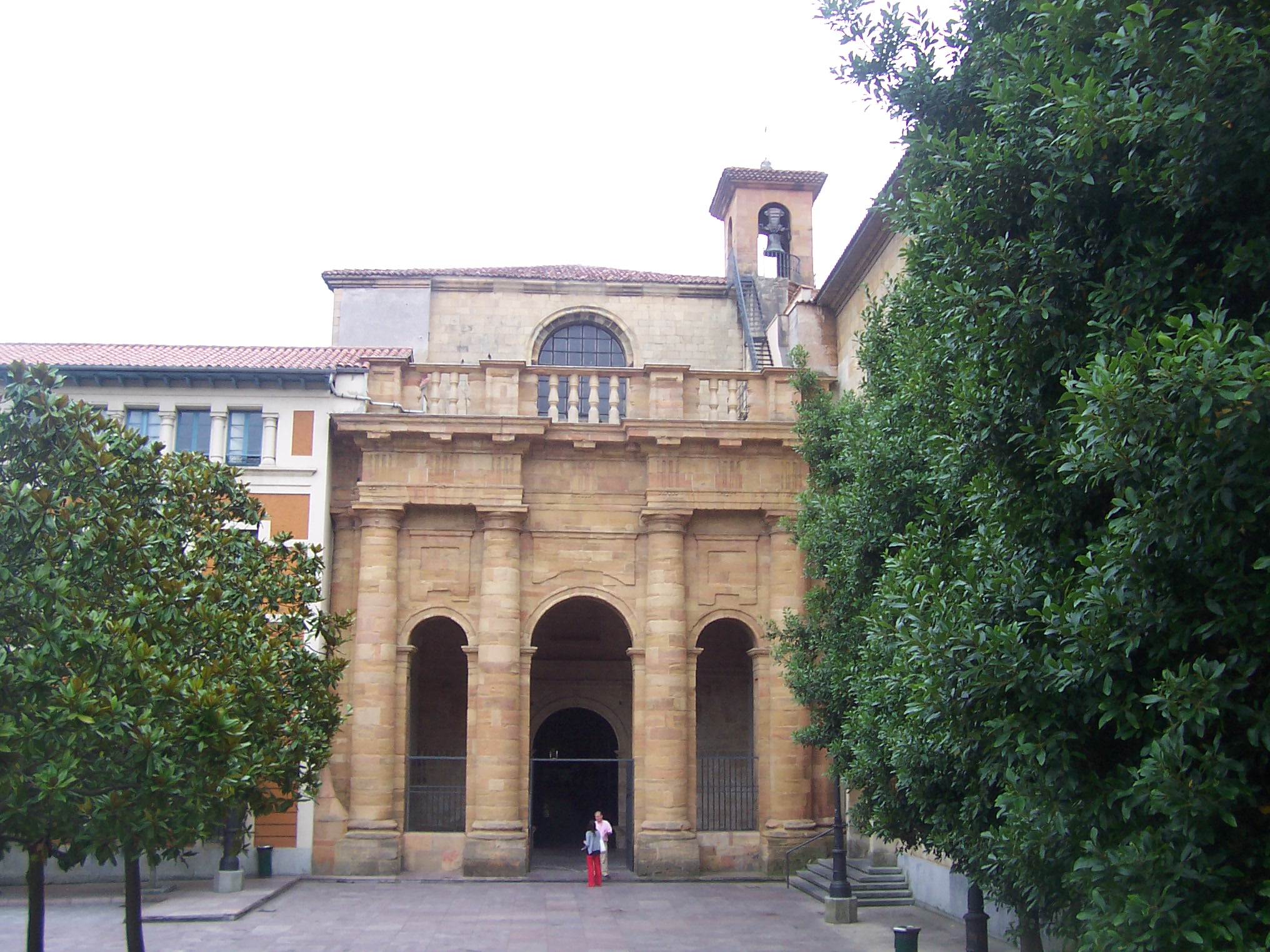
Iglesia de Santo Domingo (Oviedo).
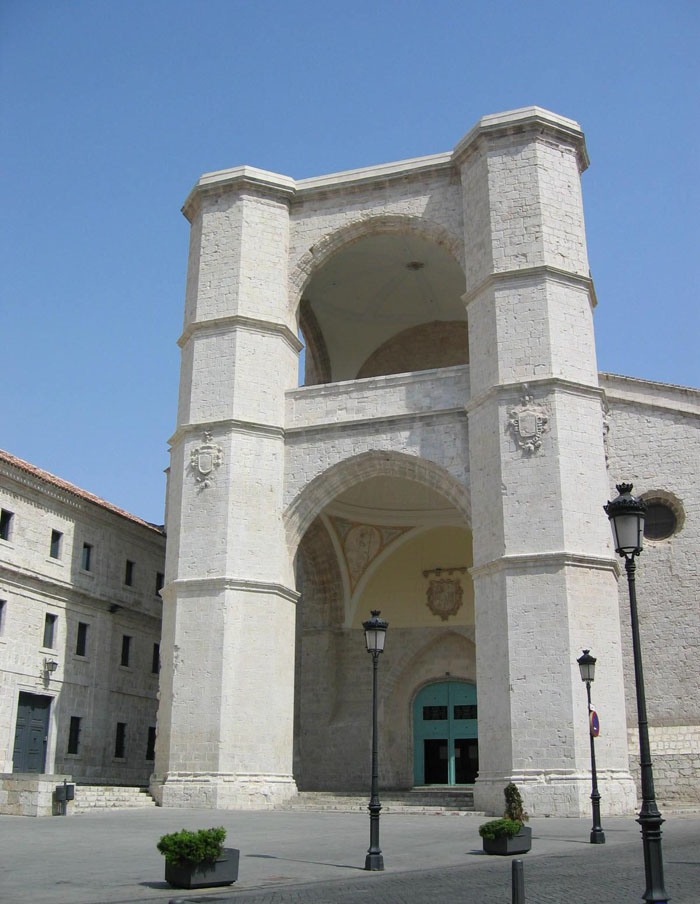
San Benito de Valladolid.
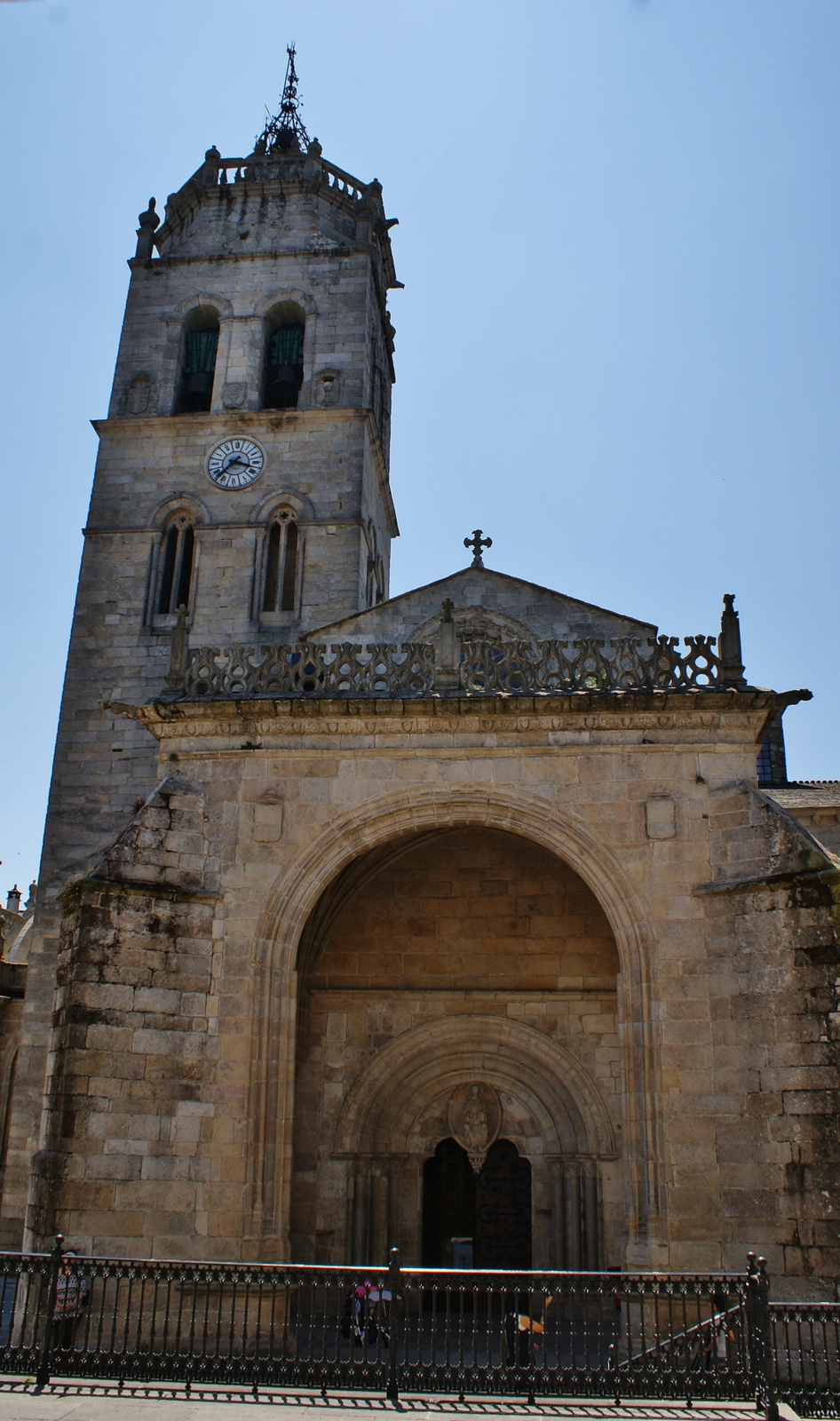
Catedral de Lugo.
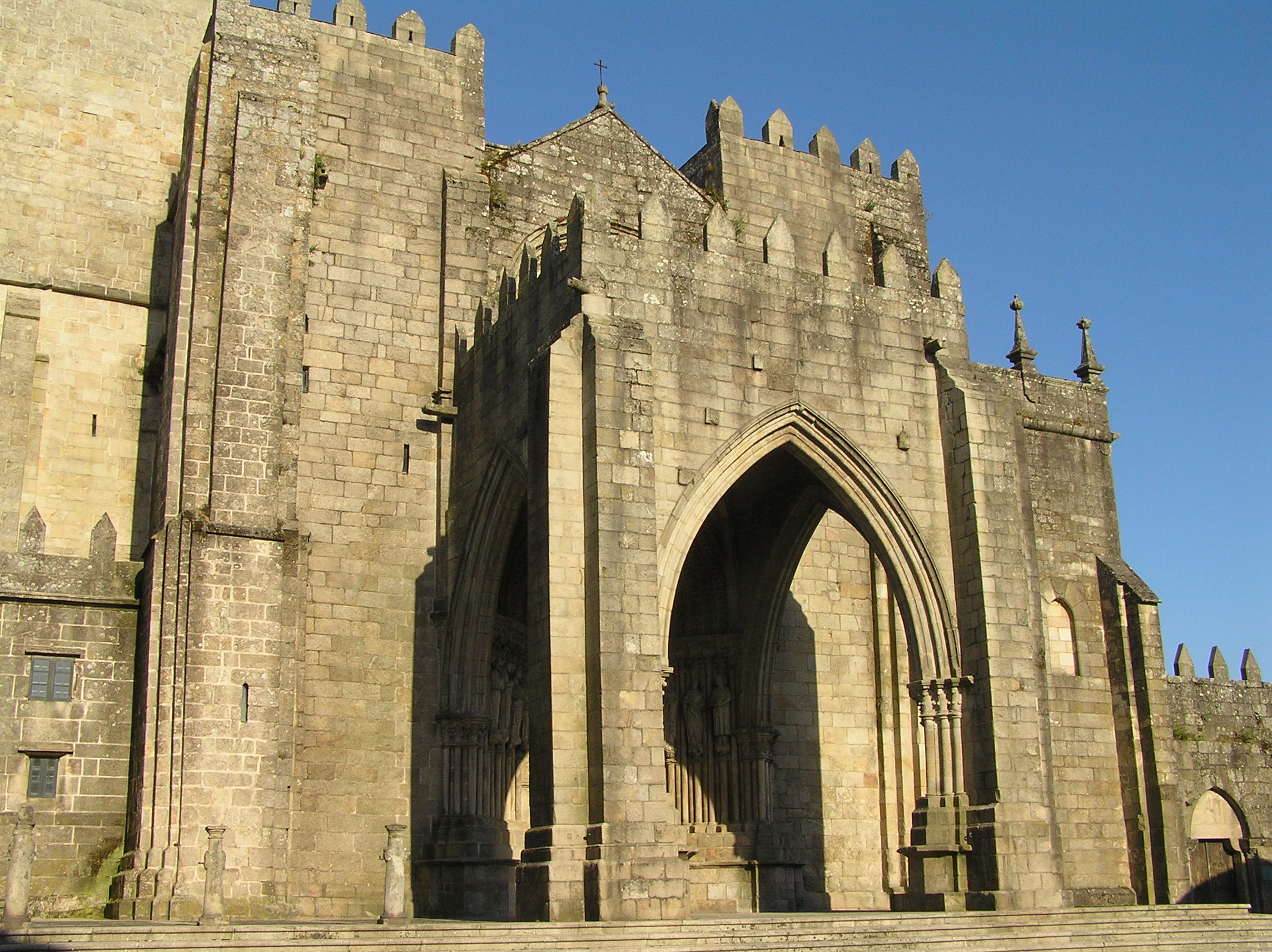
Catedral de Tuy.
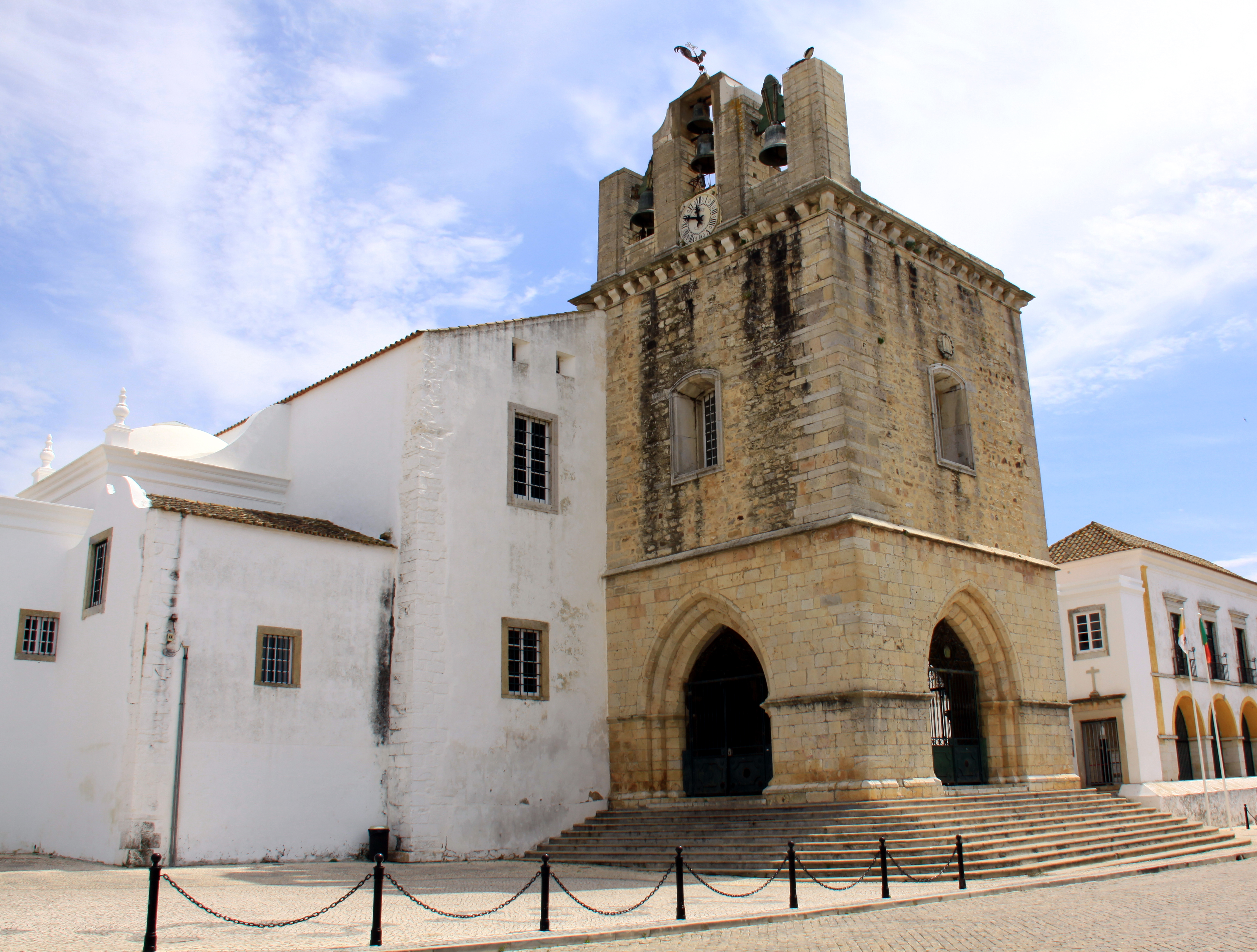
Catedral de Faro
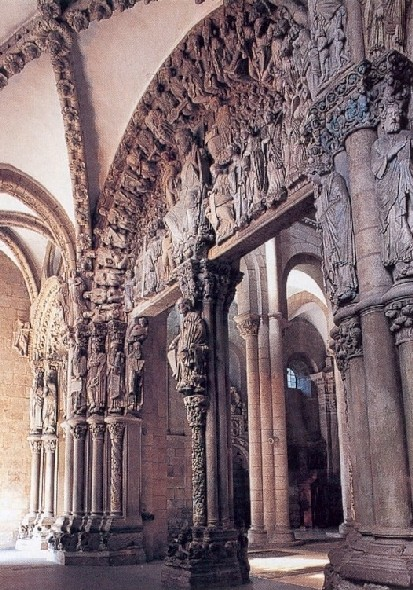
Pórtico de la Gloria de la Catedral de Santiago de Compostela.

En otros, la entrada o espacio protegido o porticado está bajo una torre, y también puede actuar de pasadizo, siguiendo el modelo de algunas puertas fortificadas en los recintos amurallados.

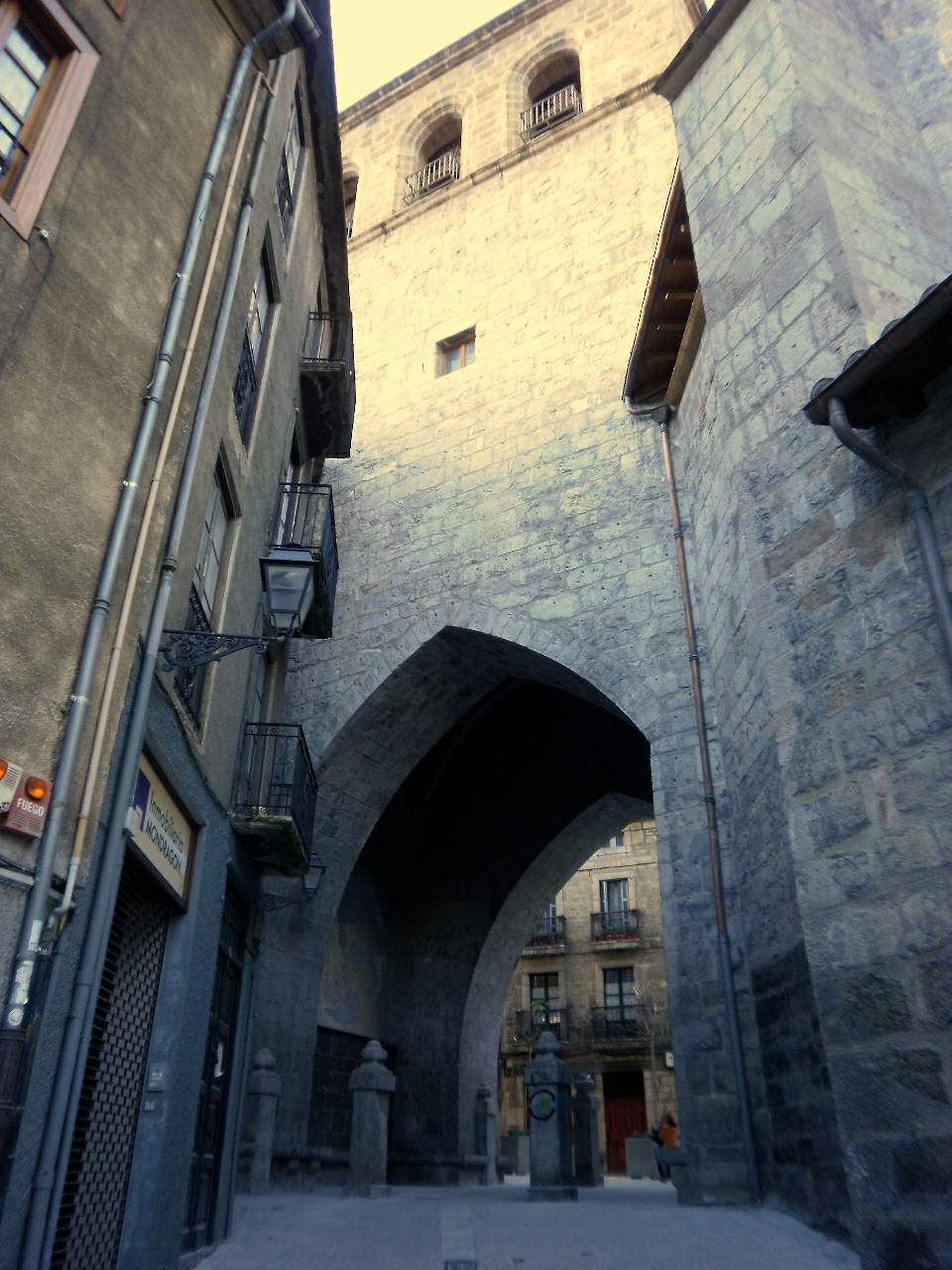
San Juan Bautista (Mondragón).
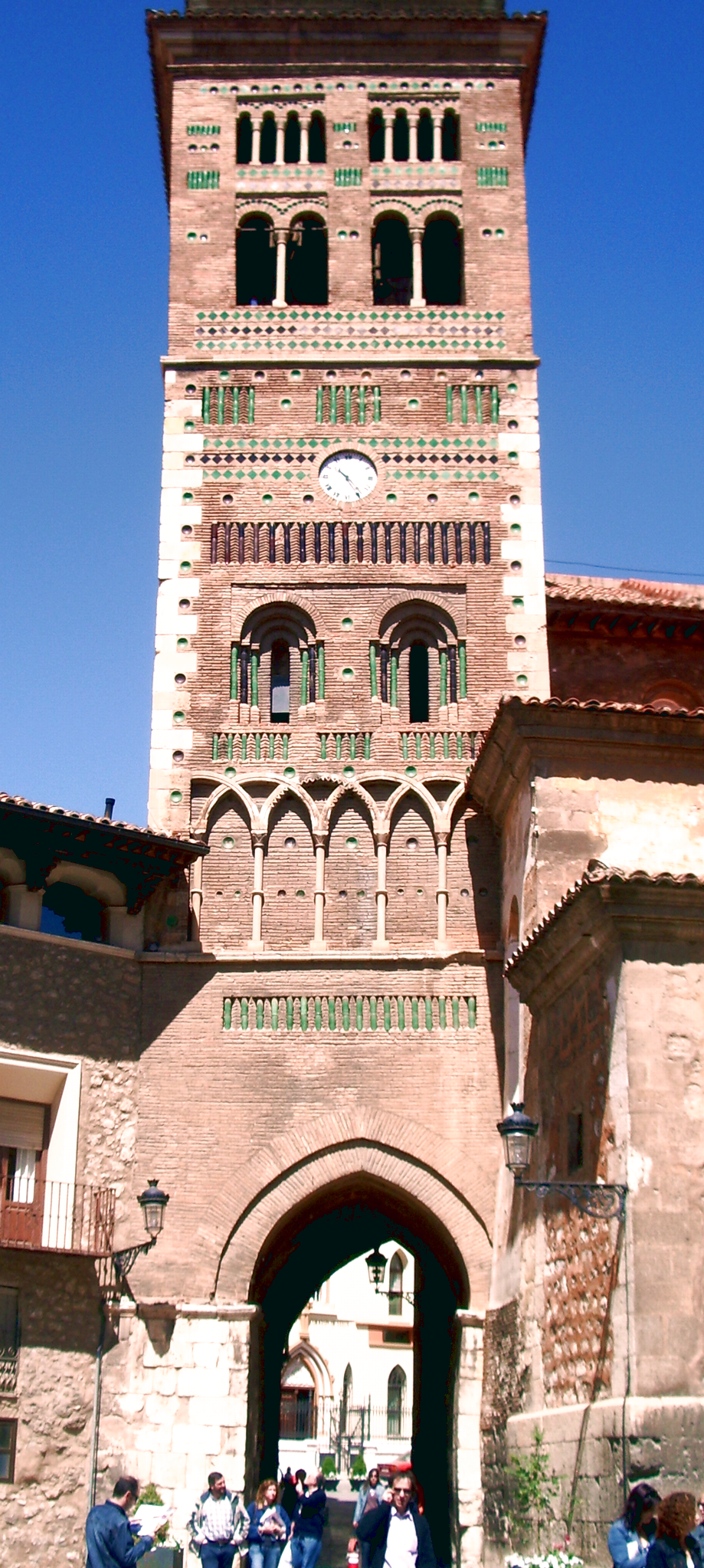
Catedral de Teruel.
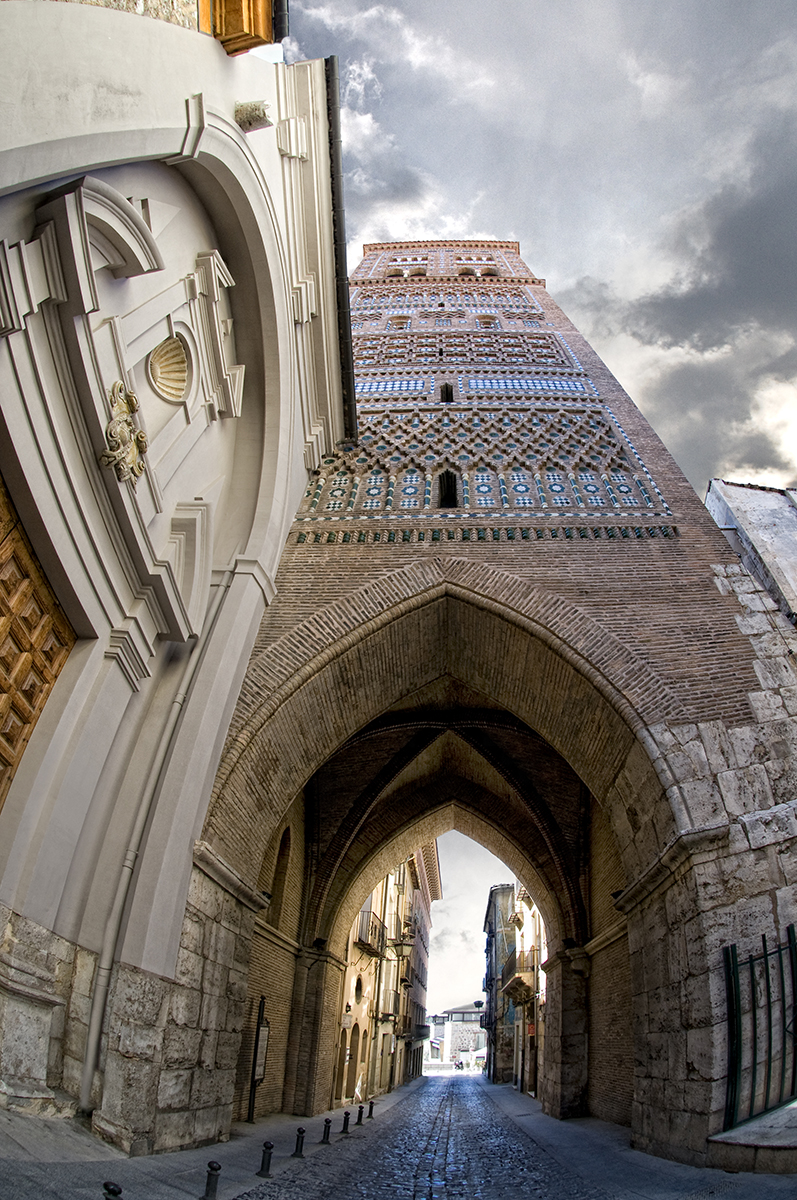
Iglesia del Salvador (Teruel).

## La función del atrio en Nueva España
En la Nueva España el atrio fue una simple solución arquitectónica singular por las necesidades de la conquista espiritual a partir de 1521. Dadas las altas cantidades de indígenas a evangelizar, los frailes mendicantes utilizaron el espacio del atrio como extensión de la nave, utilizando capillas abiertas como presbiterios. Además, en los pueblos de indios fue el sitio central de la vida espiritual, siendo espacios donde también se impartieron clases sobre oficios diversos y sobre el nuevo modo de vida occidental.

## Churchyardokirkyarden los países anglosajones
Churchyard o kirkyard son las denominaciones anglosajonas para el terreno que rodea una iglesia, y que muy a menudo sirven de cementerio (graveyard). Suele estar delimitado y se accede mediante una puerta cubierta (lychgate).

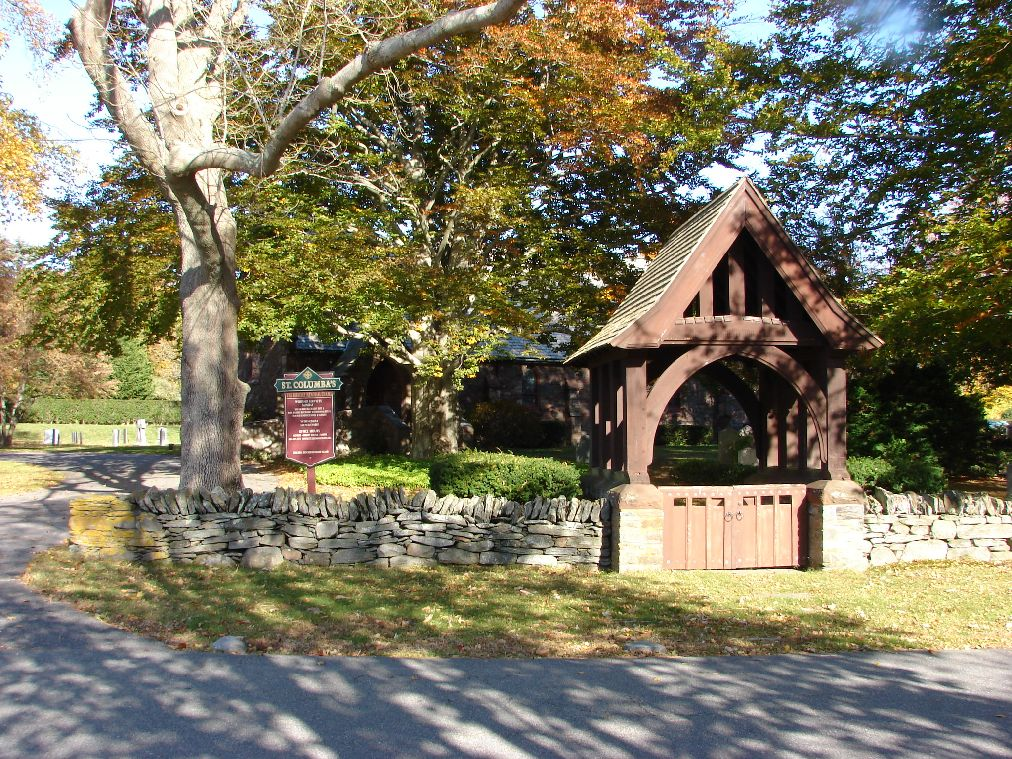
Cerca del churchyard y lychgate de St. Columba en Middletown (Rhode Island).
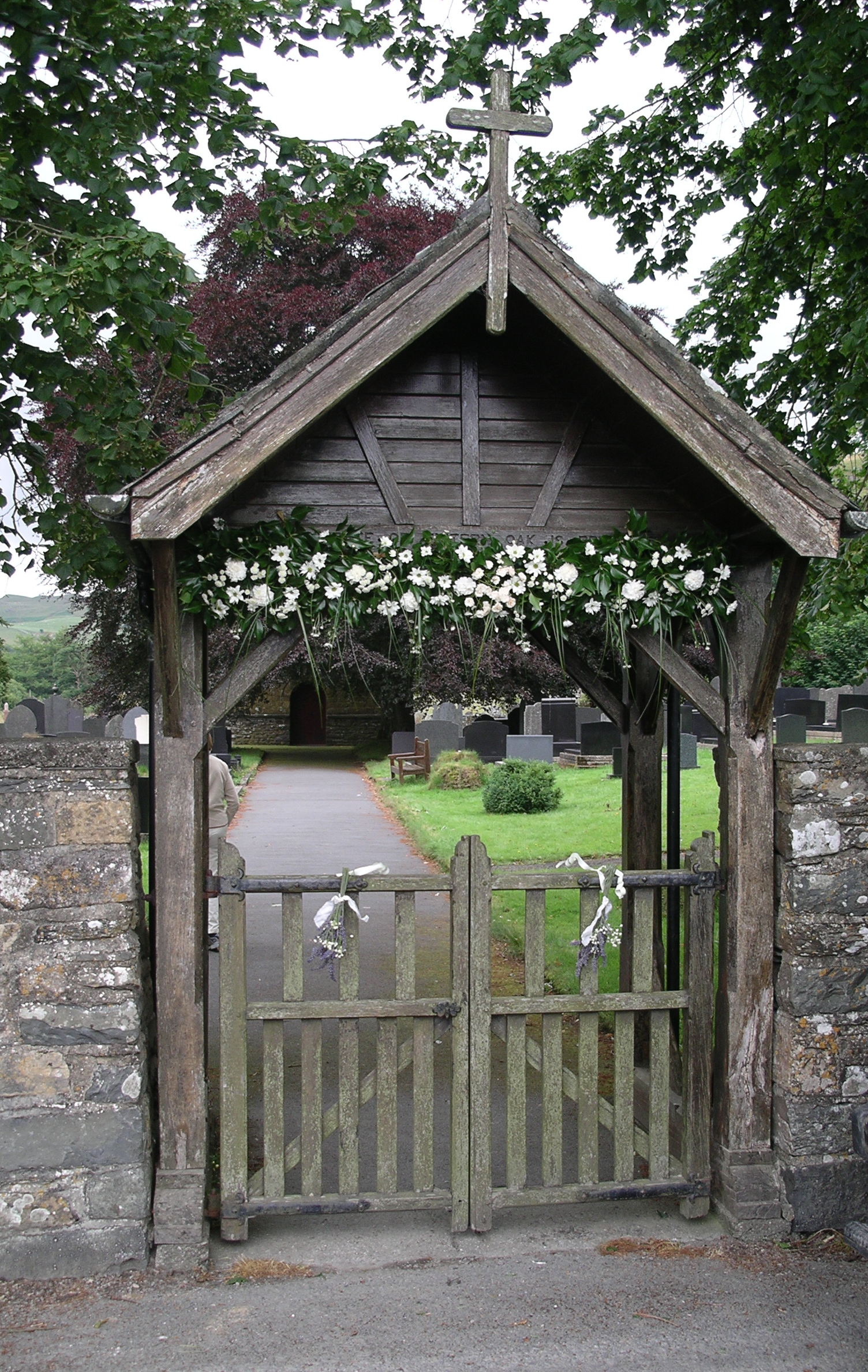
Lychgate en Ceredigion (Gales).